# Wereldkampioenschap wegrace 1984
Het wereldkampioenschap wegrace seizoen 1984 was het 36e in de geschiedenis van het door de FIM georganiseerde wereldkampioenschap wegrace.

## Algemeen

### FIM
- Franco Uncini bleef rijdersvertegenwoordiger bij de FIM en ook Martin Wimmer werd door de coureurs als vertegenwoordiger gekozen.
- De FIM bepaalde tijdens haar voorjaarscongres dat bij onderbroken wedstrijden (dat gebeurde weleens bij plotselinge regen) alleen de totaaltijd zou tellen, niet de posities in de beide manches.

### Merken/teams
- Vanaf het begin van het seizoen ging het moeizaam bij het Cagivateam, waar oud-wereldkampioen Marco Lucchinelli geen punten wist te scoren. Tijdens de Franse Grand Prix kreeg Hervé Moineau ook een Cagiva. Hij trainde vier seconden sneller dan Lucchinelli, die daarop het circuit zonder opgaaf van redenen verliet. Moineau scoorde tijdens de Joegoslavische Grand Prix zelfs een punt met de machine, terwijl Lucchinelli uitviel.
- Roberto Gallina kwam tijdens de Franse GP met nieuwe Suzuki's met een volledige stroomlijn die praktisch naadloos overging van neus tot kontje. Het monocoque frame was samen met Bimota ontwikkeld. De machine kreeg de typenaam TGA1 500, waarbij de "T" stond voor Massimo Tamburini, framebouwer bij Bimota. "GA" stond uiteraard voor "Gallina". Een succes werd het nog niet: Sergio Pellandini trainde ermee maar de machine trilde te veel en werd in de race niet ingezet.
- Garelli verwachtte nog tijdens dit seizoen met een 250cc-racer voor Ángel Nieto te komen. Nieto reed "om het gevoel te krijgen" voorlopig een enkele keer met een 250cc-Cobas-Rotax. Voor Eugenio Lazzarini betekende dit dat hij in de 125cc-klasse geen stalorders kreeg. Hij mocht vrij rijden, want na Nieto's overstap zou hij de belangrijkste 125cc-rijder worden. Lazzarini stopte echter aan het einde van het seizoen en werd de nieuwe teammanager van het 125cc-team, waardoor Jan Thiel de handen vrijhield voor het 250cc-project.
- Honda presenteerde begin 1984 haar nieuwe RS 250 R productieracer, waarvan dertig exemplaren gebouwd zouden worden, maar de machine verscheen voor het eerst tijdens de training van de Spaanse GP, waar hij werd bereden door Luis Miguel Reyes, Roland Freymond, Jean-Louis Guignabodet en Michel Siméon. Geen van drieën wist zich met de machine te kwalificeren voor de race. Ook verscheen de NSR 500 viercilinder, die alleen voor Freddie Spencer bestemd was. Aan het einde van het seizoen trokken donkere wolken over de privérijders in de 500cc-klasse, toen Honda bekendmaakte dat een aantal Honda NS 500-machines ter beschikking zouden komen van importeurs. Daardoor kwamen er zoveel snelle Honda's in het veld dat privérijders nauwelijks nog punten konden scoren.
- In de nieuwe 80cc-klasse gooide het team van HuVo-Casal hoge ogen. Constructeur Jorg Möller was al in 1983 bezig met de ontwikkeling van de nieuwe racers en manager Jan Huberts wist oud-wereldkampioen Pier Paolo Bianchi te contracteren.
- Hoewel de fabriek zich al jaren geleden had teruggetrokken presteerde Guy Bertin opmerkelijk goed met zijn 250cc-MBA. Men had in de winter toch een nieuw frame ontwikkeld, dat in eerste instantie aan Maurizio Vitali werd gegeven, maar vanaf de Oostenrijkse GP reed Bertin ermee.
- Het Sonauto-Yamaha-team had in 1984 alleen rijders in de 250cc-klasse, maar aan het einde van het seizoen maakte men bekend het 250cc-team op te heffen. Sonauto kreeg de beschikking over de nieuwe Yamaha OW 81 500cc-racer voor Christian Sarron en twee teams onderhouden was te duur.
- Suzuki leverde de nieuwe Suzuki Gamma VI alleen aan Gallina, dat Franco Uncini en Sergio Pellandini als rijders inzette. Bij het Britse Heronteam verdrong Rob McElnea Keith Heuwen, terwijl Barry Sheene ook weer in dienst kwam. Dit team kreeg echter de fabrieksracers van 1982 en 1983. Privérijders hadden intussen moeite een Suzuki-productieracer aan te schaffen, want er werden er niet meer dan tien gebouwd. De interesse was ook laag, want iedereen wilde met een Honda RS 500 R rijden.
- Zündapp had zich al in het seizoen 1983 terdege voorbereid op de nieuwe 80cc-klasse. Men had het Europees kampioenschap gedomineerd met Hubert Abold en Stefan Dörflinger was met de steun die hij van Herbert Rittberger kreeg favoriet. Eind 1984 werd bekend dat de Zündappfabriek failliet was. Mike Krauser kocht de hele raceafdeling voor ongeveer 113.000 Euro op.

### Coureurs
- Rolf Biland kon in het begin van het seizoen maar moeilijk meekomen, vooral door technische problemen. Hij had zich gestort op Formule 2-autoraces en daarom minder tijd kunnen besteden aan het voorbereiden van zijn zijspancombinatie.
- Virginio Ferrari was opgenomen in het Marlboro-Yamahateam van Giacomo Agostini om steun te verlenen aan Eddie Lawson. Ferrari presteerde echter ondermaats en Lawson had niets aan hem. Het was dan ook ver voor het einde van het seizoen al duidelijk dat Ferrari in 1985 zou worden vervangen.
- Roland Freymond, die zo succesvol was geweest met Ad Maiora en MBA en al twee keer derde in het 250cc-WK was geworden, had een wel zeer teleurstellende seizoen: hij scoorde geen enkel punt in 1984, wellicht omdat hij zijn hoop gezet had op de nieuwe Honda RS 250 R, die nog niet racerijp bleek te zijn.
- Takazumi Katayama miste de eerste wedstrijden van het seizoen omdat hij nog steeds herstelde van de botbreuken die hij had opgelopen tijdens de GP van San Marino in september 1983.
- De inmiddels 37-jarige Henk van Kessel startte in slechts één 80cc-race: Hij werd door Jan Huberts gevraagd de HuVo-Casal van de geschorste Willem Heykoop te rijden tijdens de Spaanse Grand Prix. Hij werd tweede.
- Marco Lucchinelli stapte over op Cagiva, maar scoorde geen enkel punt doordat de machine steeds uitviel. Hij werd later in het seizoen bijgestaan door Hervé Moineau, die daar wel in slaagde. Lucchinelli verborg zijn teleurstelling niet en verscheen niet meer op de circuits.
- Randy Mamola was begin 1984 nog steeds op zoek naar motorfietsen, maar kwam uiteindelijk bij HRC, het fabrieksteam van Honda, terecht. Hij moest zich echter wel in dat team inkopen, maar kreeg daarna ook alle steun van de fabriek. Hij had toen al twee GP's gemist, wat hem later in het seizoen opbrak, toen hij de enige Hondarijder was die nog een theoretische kans op de wereldtitel had.
- Thierry Rapicault stopte tijdens de eerste trainingssesie op de Nürburgring in de pit, gaf zijn machine aan zijn monteurs en verdween in het rennerskwartier. Hij beëindigde zijn carrière onmiddellijk, volgens sommige bronnen omdat de angst op de motor al het hele seizoen sterker werd. Volgens anderen was de druk vanuit Sonauto en ook de sfeer binnen het team de reden. In elk geval bedacht Rapicault zich al snel. Hij kocht een productie-Yamaha en startte in Frankrijk alweer.
- Alan Carter en Wayne Rainey reden in de 250cc-klasse voor het team van Kenny Roberts. Roberts verleende aanvankelijk alleen zijn naam aan het team. De dagelijkse leiding was in handen van Paul Butler. Kenny Roberts was weliswaar gestopt met WK-races, maar nog lang niet met pensioen. Gedurende het seizoen reed hij zelfs rondjes voor zijn protegés Rainey en Carter uit om hen de ideale lijnen te leren, hij veranderde Carters zitpositie en testte Dunlopbanden voor Eddie Lawson. Hij ontwikkelde een frame voor de Yamaha TZ 250 van Rainey en won de internationale wegrace in Laguna Seca met de machine waarmee Tadahiko Taira in de TT van Assen en de Grand Prix van België gestart was.
- Raymond Roche begon het seizoen als privérijder, maar hij kreeg al vlug materiaal van HRC; soms alleen een Honda NS 500-blok, soms een complete machine. Daarmee maakte hij de fabrieksrijders het leven zuur, maar aan het einde van het seizoen, toen Honda bekendmaakte dat in 1985 alleen Freddie Spencer een fabrieksracer zou krijgen, tekende hij een contract met Marlboro-Yamaha.
- Freddie Spencer had een seizoen met veel tegenslag. Nadat hij de snelste trainingstijd had gereden in de GP van Zuid-Afrika raakte hij geblesseerd nadat de spaken uit zijn carbonfiber achterwiel braken. Tijdens de onbelangrijke Transatlantic Trophy viel hij tijdens de vijfde race terwijl hij een grote voorsprong had en raakte hij opnieuw geblesseerd.
- Ricardo Tormo raakte in mei tamelijk ernstig gewond bij een testrit met zijn 80cc-Derbi. Hij botste in de buurt van de fabriek met 170 km/uur op een auto. Hij liep een slagaderlijke bloeding op en moest worden geopereerd aan een van zijn benen dat verschillende fracturen had.

#### Overleden
- Op 3 april overleed Jack Middelburg nadat hij op 1 april zwaargewond was geraakt tijdens een kampioensrace in Tolbert.
- Op zaterdag 7 juli kreeg Kevin Wrettom een ernstig ongeval tijdens de kwalificatietraining van de Grand Prix van België. Hij overleed op donderdag 12 juli in het ziekenhuis van Luik.

#### Gestopt
- Philippe Coulon kon geen productieracer voor de 500cc-klasse bemachtigen en beëindigde zijn carrière. Hij werd public relations medewerker bij Honda.
- Hervé Guilleux had na het seizoen 1983 zijn 250cc-Kawasaki's bij de Franse importeur moeten inleveren. Hij hoopte nog op een contract met Gallina of de aankoop van de 1983-Chevallier-Yamaha's, maar moest uiteindelijk zijn carrière beëindigen.
- Ricardo Tormo had tijdens een training op een industrieterrein een aanrijding met een auto, waarbij hij zijn been verbrijzelde. Dit betekende het einde van zijn carrière.
- In het rennerskwartier in België hing er een bordje "For sale" op de Honda van Chris Guy. Hij moest stoppen omdat hij de dure onderdelen niet meer kon betalen.
- Tegen het einde van het seizoen maakte Eugenio Lazzarini bekend dat hij met racen zou stoppen. Hij wilde wel betrokken blijven bij de motorsport, binnen het team van Garelli of met een eigen team.
- Hans Müller maakte tijdens de Grand Prix van San Marino bekend dat hij zou gaan stoppen.
- Barry Sheene onderhandelde eind 1984 nog met Cagiva, maar uiteindelijk beëindigde hij zijn carrière als coureur, want Cagiva maakte al in november bekend voorlopig te stoppen met racen.
- George Looijesteijn besloot in december met racen te stoppen.

### Ontwikkelingen
- Halverwege de jaren tachtig begon men steeds meer te experimenteren met monocoqueframes en honingraatconstructies. Bekende typen waren het Britse Heron Project 500 en de Italiaanse Suzuki TGA1 500 van Roberto Gallina. Daarnaast waren er veel koolstofvezelconstructies, waarmee bijvoorbeeld Louis Christen zijspanframes én de monocoques voor de 80cc-Zündappracers bouwde.
- Carbonfiberconstructies werden steeds belangrijker. In 1984 gebruikte Honda al carbonfiber wielen, maar ook remschijven, om te beginnen alleen in het achterwiel.
- Michelin ontwikkelde in 1984 radiaalbanden, die door het fabrieksteam van Honda – voorlopig alleen als achterband – werden ingezet.
- Vooral in de 500cc-klasse begonnen de hoge kosten een rol te spelen voor de privérijders. Yamaha leverde al jaren geen 500cc-productieracers meer, de ontwikkeling bij Suzuki stond stil en om punten te scoren was men aangewezen op de peperdure Honda RS 500 R productieracer. Sponsoring werd dan ook steeds belangrijker: zelfs de fabrieksteams (met uitzondering van Honda) vielen terug op sponsoring van tabaksfirma's en de betere privérijders hadden nu ook grote bedrijven als sponsor nodig.

### Races
Zuid-Afrika, Kyalami
Vanwege de hoge reiskosten reden in Zuid-Afrika slechts twee klassen, de 250 cc en de 500 cc. Bovendien was de reis onbetaalbaar voor veel privérijders, die al veel geld hadden moeten betalen voor hun Honda RS 500 R-productieracers, waardoor in de 500cc-klasse slechts 19 rijders hadden ingeschreven. In de 250cc-klasse waren echter vijftig inschrijvingen, waaronder een groot aantal Zuid-Afrikanen. Daarom moest er flink gewerkt worden in de trainingen, want er mochten slechts 40 coureurs starten. Na een lange periode van droogte in Zuid-Afrika kwam er eindelijk regen tijdens de laatste trainingen en de races.
Nations Grand Prix, Misano
Al op zaterdag was het veel te druk in het toch al te kleine rennerskwartier van Misano. De teams pasten er al nauwelijks in, maar er werden nog steeds (tegen de FIM-reglementen in) toeschouwerskaarten voor het rennerskwartier verkocht. Voor de 125cc-klasse was dit de eerste WK-race van het seizoen, voor de 80cc-klasse de eerste uit de geschiedenis.
Spanje, Jarama
De trainingen van de Spaanse Grand Prix werden gehinderd door regen, maar tijdens de racedag was het droog, hoewel de 80cc-klasse nog op een halfnatte baan reed. Twee favorieten ontbraken door blessures: Freddie Spencer en Ricardo Tormo.
Oostenrijk, Salzburgring
De Salzburgring was intussen het snelste circuit van het hele seizoen en het topvermogen was dan ook veel belangrijk dat het gewicht of de wendbaarheid, want behalve een chicane kende het slechts twee bochten: de "Fahrerlagerkurve" en de "Nockstein-Kehre". Daarmee hadden in de 500cc-klasse de Yamaha OW 76 en in de 80cc-klasse de Krauser-LCR-Zündapps een groot voordeel. De races werden bezocht door 80.000 toeschouwers.
Duitsland, Nürburgring
De Duitse Grand Prix keerde na drie jaar terug op de Nürburgring, waar een compleet nieuw circuit was aangelegd, dat de coureurs uitstekend beviel. De wisselende weersomstandigheden op de racedag maakten het voor de 250cc-coureurs moeilijk een goede bandenkeuze te maken.
Frankrijk, Le Castellet
Ondanks het uitstel van een dag kon er in Frankrijk al vanaf dinsdag getraind worden, waardoor de coureurs bijna een week hadden om zich voor te bereiden. Pas in het weekend werden de tijden geregistreerd en toen werd er ook pas echt gas gegeven. Dat leverde een klein aantal valpartijen op waarvan Takazumi Katayama en Franco Uncini de belangrijkste slachtoffers waren.
Joegoslavië, Rijeka
Joegoslavië was het laatste Oostblokland dat nog een WK-Grand Prix had. Dat was te merken aan een aantal zaken. Op de eerste plaats de povere voorzieningen in het rennerskwartier, waar overigens weinig klachten over kwamen. Maar het kende ook de zucht naar westerse valuta: een uur trainen kostte 160 gulden (ca. 70 Euro). Het was dan ook niet verwonderlijk dat men zo veel mogelijk rijders aan die training liet deelnemen: niet minder dan 62 250cc-rijders voor 36 startplaatsen. Dat waren dan grotendeels onbekende Joegoslaven en Oostenrijkers, die met hun verouderde materiaal de andere coureurs alleen maar in de weg reden. Verder was het armoe troef en kreeg men niet eens voldoende rijders bij elkaar voor het volledige startveld. In de 500cc-klasse waren er slechts 33 rijders, in de 80cc-klasse 31. Veel rijders en teams spaarden hun geld voor de TT van Assen, want vrijwel geen enkele sponsor had belangen in het Oostblok. De races werden onder zonnige en warme omstandigheden gereden en trokken 60.000 toeschouwers.
Dutch TT, Assen
De TT van Assen werd verreden op een vernieuwd 1,5 km korter circuit, met over de volledige lengte nieuw asfalt. Er werd ook een race in de Formula One TT-klasse verreden. De wisselende weersomstandigheden op de racedag zorgden voor wat problemen bij de bandenkeuze, maar het was niet zo erg als tijdens de trainingen, toen het bijna voortdurdend geregend had. Ondanks de kou en de regen waren er 130.000 toeschouwers.
België, Spa-Francorchamps
De trainingen voor de Belgische Grand Prix begonnen al chaotisch, omdat het circuit nog vol modder lag door de vrachtauto's die bij graafwerkzaamheden geassisteerd hadden. De zijspanrijders weigerden dan ook de baan op te gaan. Na enkele uren poetsen werd de baan vrijgegeven, maar toen Egbert Streuer twee ronden had gereden zat zijn hele combinatie onder de modder. Daarop werd er de hele nacht verder gepoetst aan de baan. Ook in het rennerskwartier was de chaos groot. Iedereen die dat wilde had vrije toegang, waarvan vele – veelal dronken – bezoekers gebruikmaakten. Tenten werden kapotgetrokken en spullen gestolen. Nadat de monteur van Steve Parrish een dief had betrapt en eigen rechter had gespeeld, stapten vertegenwoordigers van Honda en Yamaha naar de organisatie met het dreigement te vertrekken als er niet werd ingegrepen. Daarop veegde de gendarmerie het rennerskwartier schoon. Daarmee waren de problemen niet voorbij: van de trainingstijden klopte helemaal niets. De tijdwaarnemers stapten zelfs naar Streuer toe met de vraag of hij zelf dacht dat hij de tweede trainingstijd had gereden. Als dat zo was namen ze dat voetstoots aan. De startopstelling van de 500cc-klasse werd zelfs op de racedag nog gewijzigd. De races werden bezocht door een recordaantal van 100.000 bezoekers. Tijdens de racedag sloeg de gendarmerie opdringerige toeschouwers met de wapenstok achter de hekken, maar de beroepsfotografen hadden niet verwacht dat hen hetzelfde lot zou treffen op het moment dat ze gewoon hun werk deden.
Groot-Brittannië, Silverstone
De Britse Grand Prix werd bezocht door 54.000 toeschouwers, die eigenlijk in alle klassen spannende races te zien kregen. Het ontbreken van Freddie Spencer (gebroken sleutelbeen) werd goedgemaakt door Randy Mamola, die de viercilinder Honda NSR 500 naar de eerste plaats reed. Manfred Herweh leek de 250cc-race te winnen tot hij in de voorlaatste bocht viel, Ángel Nieto verzekerde zich van zijn dertiende wereldtitel en Egbert Streuer/Bernard Schnieders leverden een flink gevecht met Rolf Biland/Kurt Waltisperg. De Britten hadden wellicht gehoopt op goede prestaties van Ron Haslam, Barry Sheene en Rob McElnea, maar de beste Britse prestatie werd geleverd door de jonge amateur Andy Watts, die met een grotendeels Britse machine (EMC met een Spondon-frame) bijna de 250cc-race won. Op de racedag was het droog, maar op de laatste trainingsdag had het hard geregend, waardoor de trainingstijden van vrijdag niet meer verbeterd konden worden.
Zweden, Anderstorp
Tijdens deze Grand Prix werden de wereldtitels in de 250cc-klasse, de 500cc-klasse en de zijspanklasse beslist. De zijspanklasse reed haar laatste race van dit seizoen en Egbert Streuer/Bernard Schnieders haalden hun eerste wereldtitel. Christian Sarron werd wereldkampioen in de 250cc-klasse. Eddie Lawson werd wereldkampioen in de 500cc-klasse. De wereldtitel in de 125cc-klasse was bij de Britse Grand Prix al in het voordeel van Ángel Nieto beslist en de wereldtitel in de 80cc-klasse bleef open tot de laatste Grand Prix, die van San Marino. Zoals altijd in Zweden reed de 250cc-klasse al op zaterdag, waardoor het publiek grotendeels verstek liet gaan. Men kon de races trouwens ook niet via de televisie volgen, want ook de Zweedse televisie was niet aanwezig.
San Marino, Mugello
Al maanden dreigden met name de 500cc-rijders met een boycot van de Grand Prix in Mugello, vanwege de matige voorzieningen en vooral omdat er steeds weer – tegen de reglementen van de FIM in – kaarten voor het rennerskwartier aan het publiek werden verkocht. Daardoor werd het rennerskwartier overspoeld met mensen die daar niets te zoeken hadden en was diefstal aan de orde van de dag. Begin augustus had de organisatie echter al gegarandeerd dat het dit jaar anders zou zijn en daarmee was de boycot van de baan. Tijdens de Grand Prix viel er geen onvertogen woord over de organisatie. Het was weliswaar druk in het rennerskwartier, maar dat lag aan het grote aantal deelnemers. Wel had men last van de hitte, waardoor er aanpassingen aan de motorfietsen werden gedaan: grotere of extra radiateurs en luchthappers op de schijfremmen. Er waren in Mugello slechts 20.000 toeschouwers.

## Puntentelling
Vanaf 1977 telden alle resultaten mee.
|         | 1e | 2e | 3e | 4e | 5e | 6e | 7e | 8e | 9e | 10e |
| Punten: | 15 | 12 | 10 | 8  | 6  | 5  | 4  | 3  | 2  | 1   |

## 500cc-klasse

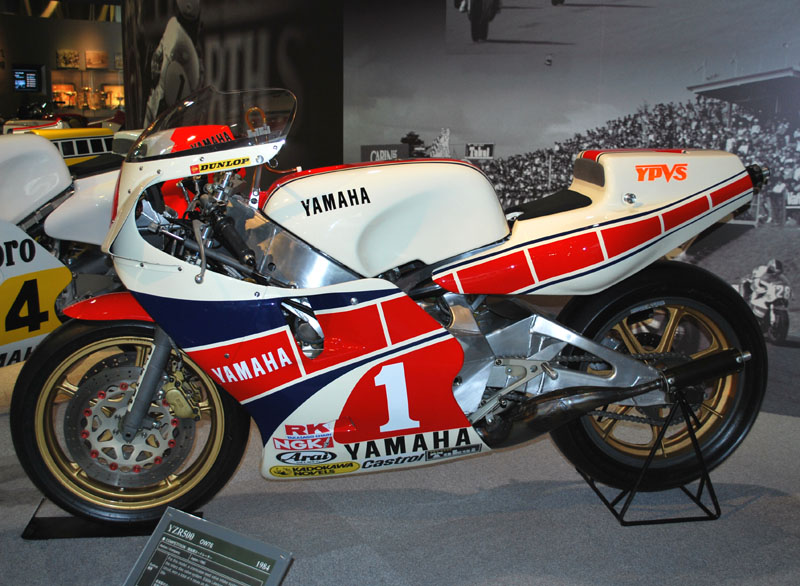
De Yamaha OW 76 in de fabriekskleuren, zoals hij door Tadahiko Taira werd gebruikt.

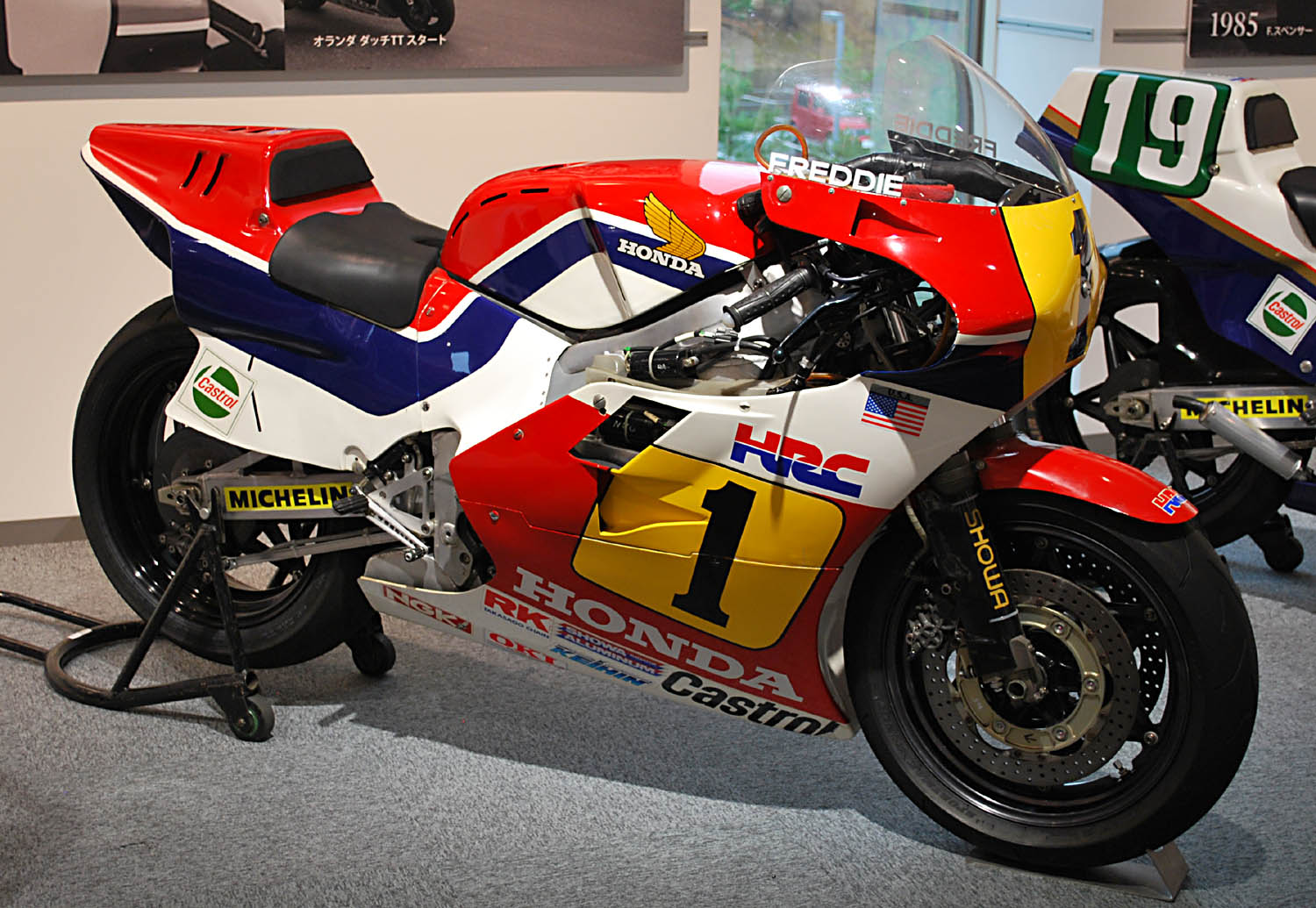
De Honda NSR 500 viercilinder van Freddie Spencer

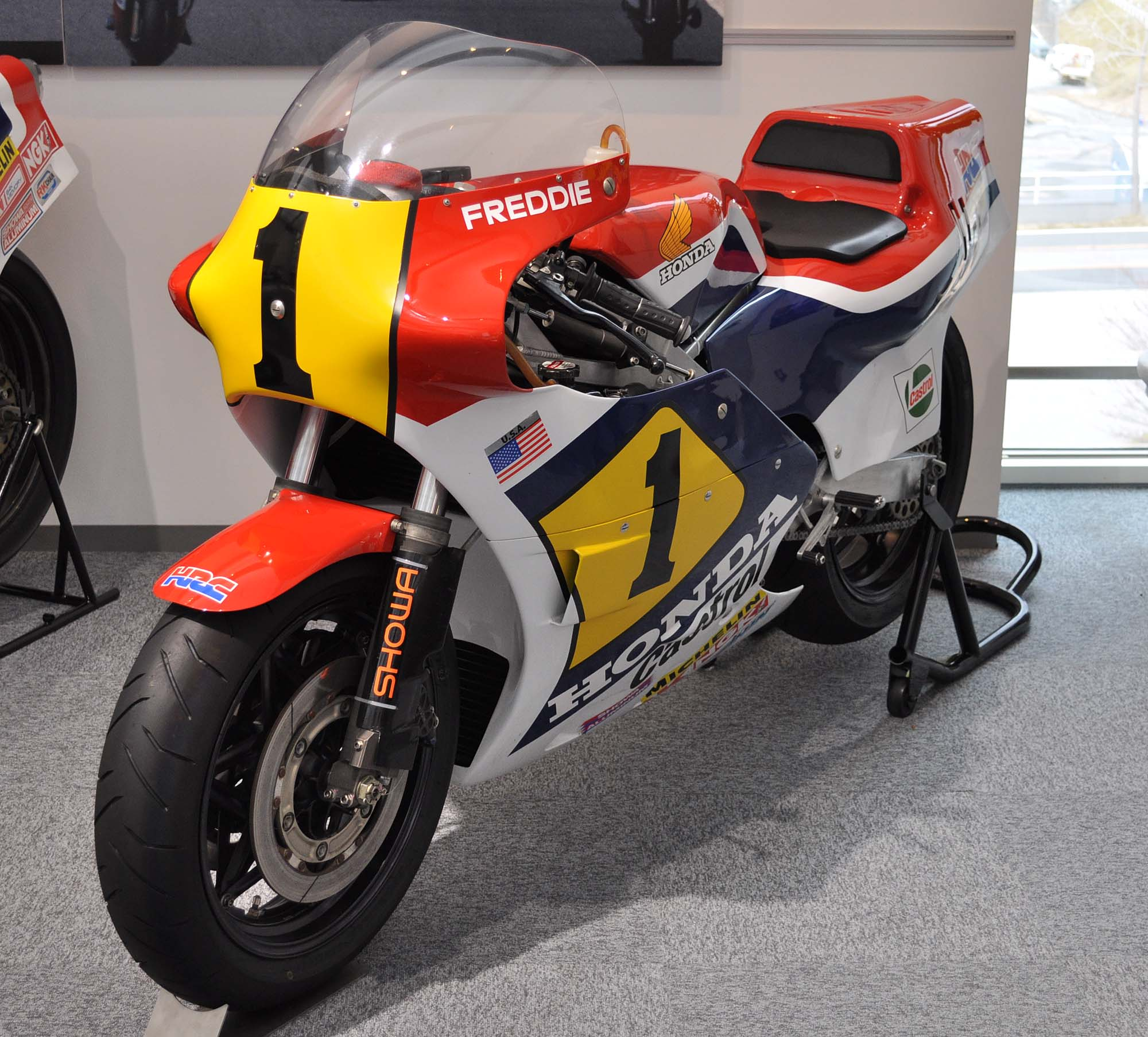
De Honda NS 500 driecilinder van Freddie Spencer

Voor Honda ging in dit seizoen alles mis wat er mis kon gaan. Freddie Spencer was veelvuldig geblesseerd en kwam in de laatste drie races helemaal niet aan de start, de nieuwe viercilinder Honda NSR 500 was nog niet overal snel genoeg en de ondersteunende rijders Takazumi Katayama en Ron Haslam konden geen vuist maken ten opzichte van Yamaharijder Eddie Lawson. Katayama miste zelfs bijna het hele seizoen door een oude blessure. Randy Mamola kocht zich in in het fabrieksteam van Honda, maar had toen al twee GP's gemist. Honda moest gedurende het seizoen de meeste aandacht besteden aan het afhouden van Lawson, wachtend op de terugkeer van Spencer. Daarom kregen Raymond Roche, Wayne Gardner en Didier de Radiguès regelmatig fabrieksmateriaal van HRC, maar het mocht niet baten. Deze drie kregen daardoor wel de kans hun werkelijke kwaliteit te tonen. Suzuki had geen echt fabrieksteam meer. Het beste materiaal ging naar het Italiaanse Gallinateam, dat in de loop van het seizoen een nieuw frame ontwikkelde. Dat deed het Britse Heronteam ook, maar gebrek aan goede motoren stond een goed resultaat in de weg. Cagiva had Marco Lucchinelli ingehuurd, maar door gebrek aan resultaten wierp die tegen het einde van het seizoen de handdoek in de ring. Het team scoorde 1 punt met Hervé Moineau en stopte aan het einde van het seizoen.
Zuid-Afrika, Kyalami
Omdat het circuit tijdens de 250cc-race droger was geworden stond de helft van het 500cc-veld op slicks en de andere helft op intermediates. Vlak voor de start begon het weer te regenen en men stelde de start met 25 minuten uit om de banden te laten wisselen. Zonder de geblesseerde Freddie Spencer nam Boet van Dulmen heel even de leiding, maar al snel werd hij gepasseerd door Didier de Radiguès en Eddie Lawson. De Radiguès nam veel risico's en schoof een paar keer vervaarlijk weg, maar Lawson gleed door aquaplaning ook twee keer bijna van de baan. De Radiguès schrok van zijn eigen schuivers en liet Lawson gaan. Raymond Roche kwam De Radiguès ook nog voorbij, net als de slecht gestarte Barry Sheene, die een geweldige inhaalrace had gereden. Lawson won met een ruime voorsprong, terwijl Sheene slechts 0,3 seconde achter Roche over de streep kwam. Hij maakte een dure fout door Roche voor een achterblijver aan te zien en niet de moeite te nemen hem te passeren. Roche op zijn beurt had de laatste ronden heel voorzichtig gereden en niet op de pitsignalen gelet, waardoor hij niet wist dat Sheene hem op de hielen zat.
Nations Grand Prix, Misano
Italiaanse toestanden waren er niet alleen in het overvolle rennerskwartier, maar ook op de startgrid, waar kennelijk enkele duizenden mensen vonden dat ze daar een functie hadden. Toen de carabinieri het asfalt eindelijk vrij hadden gemaakt vertrok Reinhold Roth als snelste en hij voltooide de eerste ronde voor Ron Haslam, Didier de Radiguès, Sergio Pellandini, Freddie Spencer en Eddie Lawson. Na de tweede ronde leidde Haslam, maar Spencer reed al achter Roth en nam in de volgende ronde de leiding over. Hij werd in de rug gedekt door Haslam, die in de bochten weliswaar trager leek dan Lawson, maar hem toch niet voorbij liet. Pellandini reed toen al met een licht beschadigde machine in het achterveld, nadat hij een schuiver had gemaakt. In de zesde nam Lawson toch de tweede plaats over, toen Haslam steeds trager werd als gevolg van de griep waar hij al dagen last van had. Raymond Roche naderde Haslam snel, met in zijn spoor Wayne Gardner. Halverwege de race leidde Spencer met twintig seconden voorsprong op Lawson, Roche, Haslam en Gardner. Spencer consolideerde zijn voorsprong, Lawson werd tweede, Raymond Roche derde en Wayne Gardner werd vierde. Franco Uncini, die een zeer slechte start had gehad, werd toch nog vijfde, maar Virginio Ferrari's resultaat viel erg tegen. Met de fabrieks-Yamaha was hij ook slecht gestart, maar die machine zou toch goed genoeg moeten zijn om dat goed te maken. Hij werd echter achtste met ruim een minuut achterstand.
Spanje, Jarama
Spanning aan de kop van de 500cc-race in Spanje was er geen moment, nadat de snel gestarte Ron Haslam meteen werd gepasseerd door Eddie Lawson die vervolgens met groot gemak wegliep van iedereen. Haslam moest ook het hoofd buigen voor zijn stalgenoten Randy Mamola en Raymond Roche, die ook op het podium kwamen. In het achterveld werd wel gevochten, vooral door Boet van Dulmen, die zijn snelle start tenietgedaan zag worden toen hij moest uitwijken voor de vallende Massimo Broccoli en na de eerste ronde slechts als 18e doorkwam. Van Dulmen vocht zich terug tot bij het groepje Roth / Reiner / Sheene, was wat handiger in het passeren van achterblijvers en werd uiteindelijk vijfde.
Oostenrijk, Salzburgring
Honda had een hele armada om Eddie Lawson af te stoppen en de nog steeds geblesseerde Freddie Spencer aan de overwinning te helpen. Spencer verklaarde na de opwarmronde dat zijn Honda NSR 500 viercilinder nu optimaal liep, maar dat daardoor juist wegliggingsproblemen aan het licht waren gekomen. Teamgenoot Randy Mamola nam in de race de leiding, werd heel even gepasserd door Spencer maar maakte dat onmiddellijk weer goed. Na de eerste ronde leidde Mamola voor Ron Haslam, Freddie Spencer, Rob McElnea, Raymond Roche, Virginio Ferrari en de slecht gestarte Lawson, die na de eerste ronde al aanhaakte achter Spencer. Mamola en Lawson reden weg van de rest en maakten er een interessant gevecht van, waarbij ze na twintig ronden tien seconden voorsprong hadden op Haslam en Spencer. Tegen het eind van de race ging Mamola plotseling twee seconden per ronden langzamer rijden, naar eigen zeggen omdat zijn motor een paar keer bijna vastliep, maar iedereen begreep dat hij volgens – verboden – stalorders op Spencer moest wachten. Daar deed Mamola ook niet moeilijk over: "Ik had Freddie toch wel voorbijgelaten". Ron Haslam had Spencer ook al laten passeren, maar legde de oorzaak bij een versleten voorband. In elk geval had het publiek niet meer dan een fluitconcert over voor de Hondacoureurs.
Duitsland, Nürburgring
Erg spannend was de strijd om de leiding in de 500cc-race niet. Ron Haslam was zoals gewoonlijk als snelste weg, maar Freddie Spencer stelde met zijn driecilinder al in de tweede ronde orde op zaken. Eddie Lawson wist Randy Mamola en Ron Haslam te passeren, maar werd tegen het einde van de race gehinderd door een achterblijver, waardoor hij even het gras in moest en veel tijd verloor. Hij werd toch nog tweede voor Mamola en Haslam. Raymond Roche reed eenzaam naar de vijfde plaats, maar achter hem werd flink gevochten tussen Virginio Ferrari, Didier de Radiguès, Keith Huewen, Barry Sheene, Boet van Dulmen en Franco Uncini. Ferrari wist zich los te maken en Uncini won elke ronde een plek, terwijl Reinhold Roth aansluiting bij deze groep kreeg. De Radiguès en Roth kwamen echter ten val en Uncini nam de zesde plaats over van Ferrari. Van Dulmen moest Huewen laten gaan maar eindigde toch nog voor Sheene.
Frankrijk, Le Castellet
Eddie Lawson merkte al in de opwarmronde dat zijn Yamaha te rijk stond afgesteld waardoor hij af en toe onregelmatig liep. Hij kon dan ook geen weerstand bieden aan Freddie Spencer, die in de derde ronde de leiding nam en ze niet meer afstond. Lawson kon dankzij de slipstream van Randy Mamola toch redelijk volgen, hoewel zijn machine af en toe op drie cilinders liep. Hij wist toch nog tweede te worden voor Mamola en Ron Haslam. Raymond Roche, die het in de kwalificatie zo goed had gedaan, werd in de vijfde ronde uitgeschakeld door een defecte powervalve.
Joegoslavië, Rijeka
De 500cc-motoren – met name de Honda NSR 500 van Freddie Spencer en de Yamaha OW 76 van Eddie Lawson en Virginio Ferrari – hadden grote moeite met het gladde asfalt in Rijeka. Michelin (Honda) had een beter compound gevonden dan Dunlop (Yamaha) en dat bepaalde voor een groot deel het verloop van de race. Spencer nam al snel de leiding in de race, gevolgd door teamgenoot Randy Mamola. Lawson startte ook nog eens slecht en had moeite om Didier de Radiguès en Raymond Roche te passeren. In de slotfase, toen Lawson's banden helemaal versleten waren, wist Roche hem zelfs terug te pakken en bij het passeren van enkele achterblijvers verloor Lawson de aansluiting helemaal. Hij werd slechts vierde.
Dutch TT, Assen
Hoewel Freddie Spencer tegen zijn zin met zijn viercilinder moest starten, kwam hij na de eerste ronde als eerste door, gevolgd door teamgenoten Ron Haslam en Randy Mamola en ook Raymond Roche en Barry Sheene hielden toen de slecht gestarte Eddie Lawson nog achter zich. Spencer bouwde zelfs een voorsprong op, maar in de derde ronde reed hij ineens langzaam over de baan, het gevolg van een gebroken borgveertje van een bougiekap. Haslam viel ook al snel terug, terwijl Sheene uitviel door een gebroken drijfstang. Op kop ging het nu tussen Mamola en Roche, waar Lawson zich bij aansloot. Het werd een spannend gevecht, waar Lawson zich aanvankelijk niet mee bemoeide. Na het uitvallen van Spencer was zijn wereldtitel dichtbij gekomen en hij had liever de 10 punten voor de derde plaats. Toen het drietal wat uiteengeworpen werd bij het passeren van achterblijvers legde Lawson zich daar definitief bij neer. Hij liet Roche en Mamola gaan. Die bleven met elkaar in gevecht, waarbij Roche duidelijk wat minder topsnelheid had dan de fabrieksmachine van Mamola, maar dat met gewaagde uitremacties weer goedmaakte. In de laatste bocht raakten de stroomlijnkuipen elkaar, maar Mamola ging het eerst over de streep, voor Roche en Lawson. Haslam had intussen vrijwel de hele race eenzaam op de vierde plaats gereden. Wayne Gardner, die tijdens de GP des Nations al veel indruk had gemaakt, werd met de Honda Britain-Honda RS 500 R vijfde.
België, Spa-Francorchamps
De Honda NSR 500-viercilinder kwam in België niet aan de start. Ron Haslam, die er ook mee getraind had, koos voor zijn driecilinder Honda NS 500. Dat deed Freddie Spencer ook, maar hij moest eerst het Hondamanagement overtuigen. Men zag liever niet dat de peperdure viercilinder in de vrachtauto werd geladen. Spencer sloeg de warm-up in de ochtend over wegens hevige hoofdpijn. Raymond Roche plakte zijn startnummer op Spencers machine en reed er een ronde mee. Randy Mamola startte het snelste, maar bij La Source werd hij ingehaald door Spencer, die zich op driecilinder duidelijk thuis voelde en de race onbedreigd won. Mamola reed naar de tweede plaats met een blok dat duidelijk trager was dan de motor die hij in Assen had gebruikt (dat motorblok was voor revisie in Japan omdat het anders te veel kilometers zou maken). Eddie Lawson had uitzicht op de derde plaats, maar hij werd door Raymond Roche bijna in de vangrail geduwd en besloot voor zijn eigen veiligheid te kiezen. Hij tilde overigens niet zwaar aan dit incident. Dat hij slechts vierde weg weet hij aan de Dunlopbanden, die meer moeite met de warme omstandigheden hadden dan de Michelins die Honda gebruikte.
Groot-Brittannië, Silverstone
Dat Raymond Roche tijdens de 8 uur van Suzuka een rib gebroken had belette hem niet vanaf poleposition te starten. Hij kreeg opnieuw een Honda NS 500-fabrieksmotor. Hoewel er door de fabrieksrijders van Honda veel met de viercilinder Honda NSR 500 was getraind, startte alleen Randy Mamola met een viercilinder. "Rocket" Ron Haslam deed zijn bijnaam eer aan door – zoals zo vaak – een bliksemstart te maken, in eerste instantie gevolgd door Barry Sheene, die echter al snel werd gepasseerd door Didier de Radiguès. In de derde ronde kwam de groep met Randy Mamola, Eddie Lawson, Raymond Roche en Barry Sheene dichter bij de beide kopmannen. In de negende ronde kwamen Mamola, Lawson, Haslam en De Radiguès aan de leiding en zij lieten de rest achter zich, met uitzondering van Roche, die in die ronde uitviel. Een grote groep achterblijvers brak het viertal in tweeën: Mamola en Lawson vechtend om de leiding, Haslam en De Radiguès om de derde plaats. In de voorlaatste ronde moest Lawson afhaken en Mamola won. Haslam hoefde De Radiguès niet te verslaan want die viel in de laatste ronde uit door een gebroken ketting.
Zweden, Anderstorp
Het zou misschien logisch zijn geweest dat Eddie Lawson zich tevreden had gesteld met een vierde plaats om zijn wereldtitel veilig te stellen. Nadat in het begin van de race Randy Mamola en Ron Haslam voor Lawson de leiding hadden genomen, vormde zich even later een kopgroep met Mamola, Lawson, Raymond Roche en Wayne Gardner. Haslam was met een kapotte waterpomp uitgevallen, maar een paar ronden later reed Mamola met hangende gasschuiven ook het gras in. Nu was Lawson feitelijk al wereldkampioen, maar daardoor besloot hij juist te proberen de race te winnen. Hij ging het gevecht aan met Roche, die in de laatste bocht even het gras in moest, maar toch nog tweede werd.
San Marino, Mugello
De 500cc-race werd uitgevochten door drie Hondarijders: Raymond Roche, Ron Haslam en Randy Mamola. Haslam was de eerste die moest afhaken toen zijn voorrem slecht werd. Mamola verremde zich nog even toen hij probeerde Roche voor te blijven, maar wist weer snel aansluiting te krijgen. Roche op zijn beurt kreeg last van kramp in zijn arm en moest uiteindelijk de winst aan Mamola laten. Intussen reed wereldkampioen Eddie Lawson een wat gezapige race. Pas halverwege wist hij Didier de Radiguès in te halen en hij werd vierde. Lawson was zelf niet tevreden. Hij miste de concentratie en de motivatie om er een spannende race van te maken.

### Uitslagen 500cc-klasse
|    | Datum       | Race                    | Circuit           | 1e              | 2e              | 3e            | Poleposition    | Snelste ronde   |
| -- | ----------- | ----------------------- | ----------------- | --------------- | --------------- | ------------- | --------------- | --------------- |
| 1  | 24 maart    | GP van Zuid-Afrika      | Kyalami           | Eddie Lawson    | Raymond Roche   | Barry Sheene  | Freddie Spencer | Barry Sheene    |
| 2  | 15 april    | GP des Nations          | Misano            | Freddie Spencer | Eddie Lawson    | Raymond Roche | Freddie Spencer | Freddie Spencer |
| 3  | 6 mei       | GP van Spanje           | Jarama            | Eddie Lawson    | Randy Mamola    | Raymond Roche | Eddie Lawson    | Eddie Lawson    |
| 4  | 20 mei      | GP van Oostenrijk       | Salzburgring      | Eddie Lawson    | Freddie Spencer | Randy Mamola  | Randy Mamola    | Randy Mamola    |
| 5  | 27 mei      | GP van Duitsland        | Nürburgring       | Freddie Spencer | Eddie Lawson    | Randy Mamola  | Freddie Spencer | Freddie Spencer |
| 6  | 11 juni     | GP van Frankrijk        | Le Castellet      | Freddie Spencer | Eddie Lawson    | Randy Mamola  | Freddie Spencer | Freddie Spencer |
| 7  | 17 juni     | GP van Joegoslavië      | Rijeka            | Freddie Spencer | Randy Mamola    | Raymond Roche | Freddie Spencer | Freddie Spencer |
| 8  | 30 juni     | Dutch TT                | Assen             | Randy Mamola    | Raymond Roche   | Eddie Lawson  | Eddie Lawson    | Eddie Lawson    |
| 9  | 8 juli      | GP van België           | Spa-Francorchamps | Freddie Spencer | Randy Mamola    | Raymond Roche | Freddie Spencer | Freddie Spencer |
| 10 | 5 augustus  | GP van Groot-Brittannië | Silverstone       | Randy Mamola    | Eddie Lawson    | Ron Haslam    | Raymond Roche   | Randy Mamola    |
| 11 | 12 augustus | GP van Zweden           | Anderstorp        | Eddie Lawson    | Raymond Roche   | Wayne Gardner | Ron Haslam      | Eddie Lawson    |
| 12 | 2 september | GP van San Marino       | Mugello           | Randy Mamola    | Raymond Roche   | Ron Haslam    | Raymond Roche   | Randy Mamola    |

### Eindstand 500cc-klasse
| Pos. | Coureur            | Merk                                            | Ptn. |
| ---- | ------------------ | ----------------------------------------------- | ---- |
| 1    | Eddie Lawson       | Marlboro-Yamaha                                 | 142  |
| 2    | Randy Mamola       | HRC-Honda                                       | 111  |
| 3    | Raymond Roche      | HRC-Honda / Honda                               | 99   |
| 4    | Freddie Spencer    | HRC-Honda                                       | 87   |
| 5    | Ron Haslam         | HRC-Honda                                       | 77   |
| 6    | Barry Sheene       | Heron-Harris-Suzuki                             | 34   |
| 7    | Wayne Gardner      | Honda / HRC-Honda                               | 33   |
| 8    | Boet van Dulmen    | Bakker-Suzuki                                   | 25   |
| 9    | Didier de Radiguès | Chevallier-ELF-Honda / Chevallier-ELF-HRC-Honda | 24   |
| 10   | Virginio Ferrari   | Marlboro-Yamaha                                 | 22   |
| 11   | Rob McElnea        | Heron-Suzuki                                    | 21   |
| 12   | Sergio Pellandini  | HB-Gallina-Suzuki                               | 16   |
| 13   | Takazumi Katayama  | HRC-Honda                                       | 14   |
| 14   | Franco Uncini      | HB-Gallina-Suzuki                               | 14   |

| Pos. | Coureur             | Merk                 | Ptn. |
| ---- | ------------------- | -------------------- | ---- |
| 15   | Reinhold Roth       | Fath-Honda           | 14   |
| 16   | Tadahiko Taira      | Yamaha               | 10   |
| 17   | Massimo Broccoli    | Honda                | 10   |
| 17   | Gustav Reiner       | Honda                | 10   |
| 19   | Keith Huewen        | Honda                | 6    |
| 20   | Leandro Becheroni   | Suzuki               | 4    |
| 21   | Christian le Liard  | Chevallier-ELF-Honda | 4    |
| 21   | Wolfgang von Muralt | Suzuki               | 4    |
| 23   | Chris Guy           | Honda                | 2    |
| 23   | Fabio Biliotti      | Honda                | 2    |
| 23   | Roger Marshall      | Honda                | 2    |
| 26   | Eero Hyvärinen      | Suzuki               | 2    |
| 27   | Brett Hudson        | Suzuki               | 1    |
| 27   | Hervé Moineau       | Cagiva               | 1    |
| 27   | Armando Errico      | Suzuki               | 1    |

### Constructeurstitel 500cc-klasse
De constructeurstitel werd aan HRC-Honda toegekend.

## 250cc-klasse

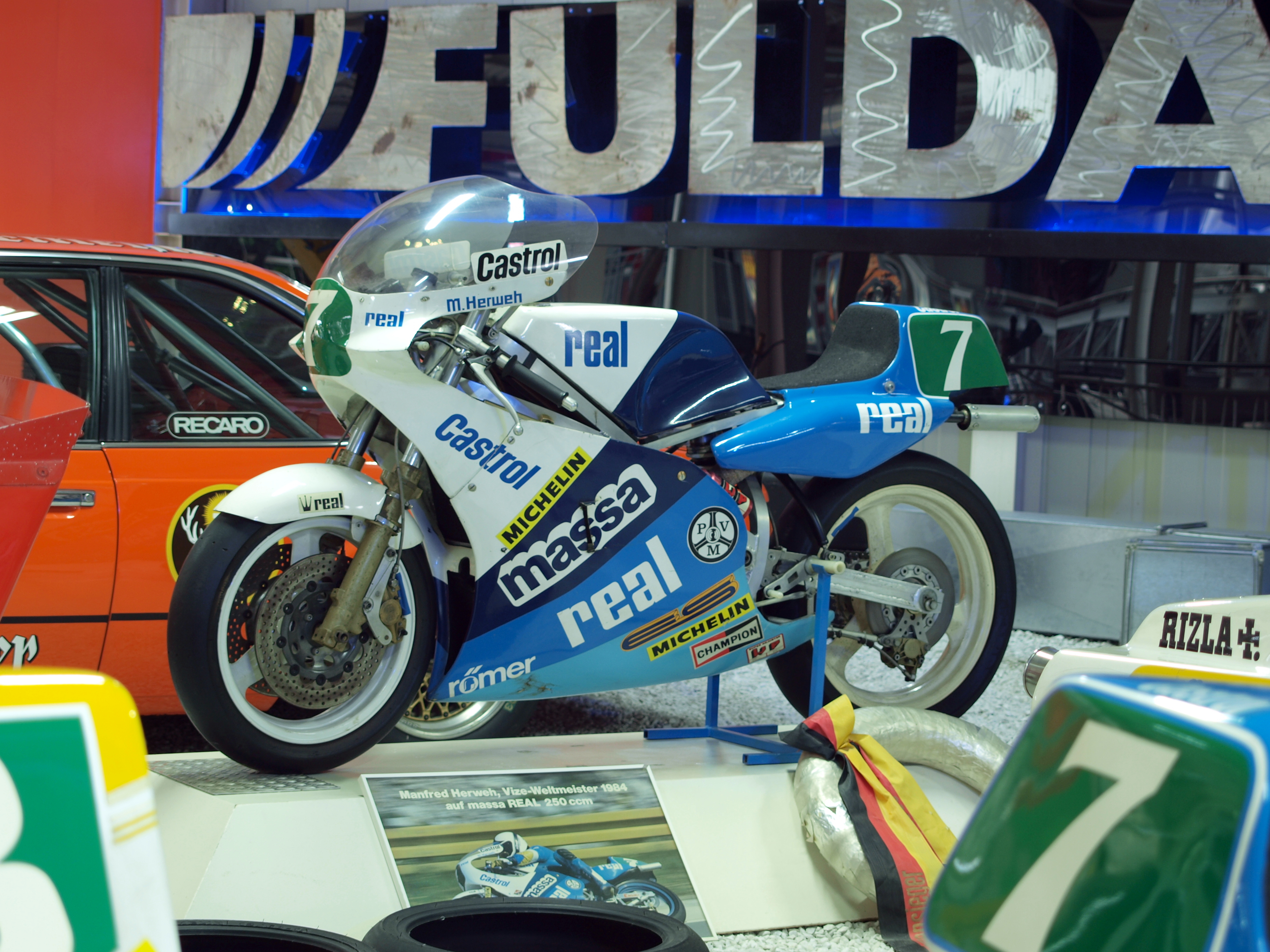
De Real-Rotax van Manfred Herweh

Yamaha had geen fabrieksteam meer, maar de Yamaha TZ 250-productieracers waren – zeker met een goede tuner en Hummelcilinders – nog steeds sterke wapens. Toch werden de machines met Rotax-motoren van Real en Cobas steeds sterker en Manfred Herweh kon met zijn Real-Rotax goed tegenstand bieden aan Christian Sarron met de Yamaha van de Franse importeur Sonauto. Ook de teams die zelf veel ontwikkelden, zoals Parisienne, Chevallier en Pernod presteerden goed als ze niet geplaagd werden door betrouwbaarheidsproblemen. Een winnaar voorspellen was onmogelijk omdat rijders en motoren zo dicht bij elkaar lagen. Het leverde de 250cc-klasse de eretitel "Keizerklasse" op, een verwijzing naar de "Koningsklasse" (de 500cc-klasse).
Zuid-Afrika, Kyalami
Snelste trainer Mario Rademeyer had niets aan zijn poleposition toen zijn Yamaha bij de start niet op toeren wilde komen. De Marlbororijders hadden een zeer verschillende start: Alan Carter was als snelste weg terwijl Wayne Rainey als laatste weg was omdat zijn machine niet wilde starten. Ook Hervé Guilleux kwam met zijn geleende Chevallier-Yamaha slecht weg. Carter behield de leiding zes ronden lang, maar had al problemen omdat zijn motorfiets soms wegschoof op de natte baan. De regen was echter gestopt en er ontstond een smal droog spoor. Daardoor begonnen de regenbanden sneller te slijten, waardoor Alan Carter ver terugviel. Na zes ronden nam Patrick Fernandez de leiding over, maar in de negende ronde was Guilleux van de 33e plaats naar de koppositie opgerukt. Hij viel echter, waardoor Sito Pons moest afremmen om hem te ontwijken en Patrick Fernandez aan de leiding kwam. Zo ging het halverwege de race tussen Patrick Fernandez, Sito Pons en Christian Sarron. Daaruit bleek dat de Michelinbanden beter bestand waren tegen de omstandigheden dan de banden van Dunlop. Tegen het einde nam Fernandez een flinke voorsprong op Sarron, die Pons wist af te schudden en in de laatste ronde inliep op Fernandez, maar niet voldoende om nog te winnen.
Nations Grand Prix, Misano
Donnie McLeod had de snelste start in Misano, maar zakte al snel terug. Martin Wimmer nam de koppositie over, maar werd gepasseerd door Fausto Ricci met een standaard Yamaha TZ 250-productieracer. Later nam Massimo Matteoni de leiding over, maar ook hij werd ingehaald door Carlos Lavado. Die kon niet weglopen van Matteoni en Ricci. Wayne Rainey, die aanvankelijk van de organisatie niet eens mocht starten, had zijn machine twee keer moeten aanduwen maar was bezig met een inhaalrace, waarbij hij de snelste ronde reed. In de laatste drie ronden reed hij nog van de zesde naar de derde plaats. Tegen het einde werd Lavado al regelmatig aangevallen door Ricci, tot Lavado vijf ronden voor het einde viel. Hij kon zijn machine weer oprapen en de race voortzetten, maar kwam niet meer in de punten. Matteoni viel in zijn pogingen Ricci te volgen ook, waardoor Fausto Ricci naar de overwinning kon rijden. Wimmer werd tweede en Rainey werd derde, hoewel hij dat in eerste instantie zelf niet kon geloven.
Spanje, Jarama
Jean-François Baldé startte het snelste in Jarama, maar was drie bochten later al gepasseerd door Jacques Cornu en Iván Palazzese. Die laatste reed vijf ronden aan de leiding, tot zijn achterwiel bij het uitkomen van Varzi wegbrak en hij naast zijn Yamaha hing. Bijna wist hij de machine voor de volgende bocht, Le Mans, onder controle te krijgen, maar hij kwam in het zand naast de baan terecht en moest zijn machine wel neerleggen om niet in de vangrail te klappen. Carlos Cardús kwam even op kop, maar viel meteen terug met een technisch probleem en er ontstond een nieuwe kopgroep met Christian Sarron, Alan Carter en Donnie McLeod. Even later voegden Sito Pons en Toni Mang zich bij deze groep en stootten meteen door naar voren, met Mang aan de leiding voor Pons. In de 19e ronde nam Pons de leiding om ze niet meer af te staan. Mang verloor motorvermogen en viel terug, waardoor Sarron tweede werd en Carlos Lavado derde.
Oostenrijk, Salzburgring
Nu de trainingstijden zo dicht bij elkaar lagen was het ook logisch dat er een kopgroep van 18 man ontstond in de 250cc-race van Oostenrijk. Carlos Lavado en Christian Sarron maakten zich los van de groep, waarvan Manfred Herweh een ronde lang de leiding had gehad. De achtervolgende groep bestond uit Toni Mang, Jacques Cornu, Manfred Herweh, Guy Bertin, Alan Carter en de Salzburger Stefan Klabacher, die het verrassend goed deed met zijn overjarige Rotax. De groep wisselde voortdurend van positie. Intussen bleek Sarron de snelste machine te hebben, waardoor Lavado risico's moest nemen om bij te blijven. Sarron had ook voor hardere banden gekozen, waardoor hij in de bochten rustiger moest rijden, maar bochten waren er bijna niet. In de twaalfde ronde nam Herweh de derde plaats in, maar in zijn pogingen om Mang en Bertin af te schudden viel hij. Vlak voor de finish kwam Lavado Sarron voorbij, maar hij werd naar buiten gedreven en viel in de berm. Hij kon zijn machine weer aanduwen, maar werd slechts vijfde. Mang werd tweede voor Sito Pons. Wayne Rainey zag zijn goede trainingstijd tenietgedaan doordat zijn machine pas aansloeg toen het hele veld al vertrokken was. In zijn jacht naar voren kwam hij ten val.
Duitsland, Nürburgring
Door de dreigende wolken besloot een aantal coureurs na de opwarmronde een bandenwissel te maken. Thierry Espié, Alan Carter, Wayne Rainey en Sito Pons kozen voor intermediates en bleken daardoor in de race kansloos. Christian Sarron koos al voor de opwarmronde voor slicks en Manfred Herweh, Martin Wimmer en Carlos Lavado volgden zijn voorbeeld. Toni Mang wisselde pas na de opwarmronde naar slicks, die daardoor bij de start nog koud waren. Na de start ging Martin Wimmer aan de leiding, maar na zeven ronden bestond de kopgroep uit Wimmer, Herweh en Sarron, met op enige afstand Lavado, Jacques Cornu en Mang, die trager was begonnen om zijn banden op temperatuur te brengen. Espié en Carter waren al teruggevallen omdat het droog bleef en hun intermediates niet goed werkten. Toen de eerste achterblijvers gepasseerd werden leek Wimmer een kleine voorsprong te nemen, maar Herweh en Sarron dichtten het gat weer. Herweh passeerde Wimmer en gaf hem zelfs een vriendschappelijk tikje op de rug. In de voorlaatste bocht remde Herweh erg laat, maar hij merkte dat zijn achterband versleten was en ging voorzichtig de laatste bocht in. Sarron had de ideale lijn en won voor Wimmer en Herweh.
Frankrijk, Le Castellet
Aanvankelijk ontstond er in de 250cc-race een kopgroep met Thierry Espié, Manfred Herweh, Toni Mang, Carlos Cardús en Christian Sarron, maar omdat er – vooral op de bijna 2 km lange "Ligne droit du Mistral" – flink geslipstreamed kon worden vonden nog zes rijders onder aanvoering van Carlos Lavado aansluiting. De posities wisselden voortdurend en opnieuw was de 250cc-race de spannendste van de dag. Uiteindelijk klaarde Mang het karwei en voor het eerst sinds september 1982 won hij weer een race. Lavado werd tweede en Herweh derde.
Joegoslavië, Rijeka
Wayne Rainey kreeg de duwstart maar niet onder de knie en vertrok als voorlaatste, voor Sito Pons. Guy Bertin startte juist erg goed, maar moest het hoofd buigen voor Carlos Lavado, die al snel de leiding in de race nam. Er ontstonden verschillende kleine groepen: achter Lavado reden Toni Mang en Manfred Herweh zich los van Carlos Cardús en Guy Bertin en op enige afstand daarachter Alan Carter, Thierry Espié, Jacques Cornu en Rainey, die al snel veel plaatsen had gewonnen. Christian Sarron was ook al slecht gestart en vocht zich op dat moment een weg naar voren. Bertin was een van de eerste uitvallers (koppeling). Carlos Cardús stopte omdat een van zijn benen verdoofd was als gevolg van zijn valpartij in de GP van Oostenrijk. Herweh en Mang maakten er een echt gevecht van, maar Lavado liep toch ver van hen weg tot hij in een bocht viel. Twee ronden voor het einde brak de krukas van Mang, waardoor Herweh de overwinning greep. Ook Espié viel stil door een gebroken krukas, maar toen was Sarron inmiddels al gepasseerd en hij verschalkte ook Rainey en Cornu. Dat Herweh de wedstrijd won maakte Sarron niet veel uit. Met zijn tweede plaats liep hij in het wereldkampioenschap verder weg van de uitgevallen Mang.
Dutch TT, Assen
Bij de start van de 250cc-race stond iedereen op slicks. Guy Bertin startte als snelste, terwijl Carlos Lavado bijna als laatste van start ging en zijn kansen leek te verspelen. Door een plotselinge regenbui werd de race echter afgevlagd. Bij de herstart was het weliswaar droog, maar opnieuw dreigend. De meeste coureurs kozen opnieuw voor slicks, maar Jacques Bolle, Jacques Cornu, Thierry Espié, Jean-Louis Guignabodet, Manfred Herweh, Toni Mang, Christian Sarron en Mar Schouten kozen voor een intermediatevoorband. Nu had Lavado een betere start, in een groep met August Auinger, Sarron, Herweh, Espié en Andy Watts, die de achtervolging op de nog sneller gestarte Bertin inzette. Cornu had een slechte start, net als Wayne Rainey, die de duwstart maar niet onder de knie kreeg. Auinger sloot als eerste aan bij Bertin, maar viel terug toen het heel even regende. Lavado was toen al bij hem en passeerde hem én Bertin en even later deden Herweh, Sarron en Espié hetzelfde. Lavado hield de leiding zonder moeite, Espié en Sarron vielen uit en Cornu en Herweh vochten uiteindelijk om de tweede plaats, een strijd die Cornu wist te winnen. Hij stak in de Geert Timmerbocht zijn arm al in de lucht en verklaarde dat dit de mooiste race van zijn leven was.
België, Spa-Francorchamps
Guy Bertin pakte met zijn (feitelijk acht jaar oude) MBA de kopstart, achtervolgd door Manfred Herweh, Christian Sarron en Sito Pons. Halverwege de race begon de machine van Bertin toeren te verliezen en moest hij de anderen laten gaan, waarbij Pons voornamelijk volgde. Herweh deed het meeste kopwerk, maar in de slotfase probeerde Sarron een aanval in te zetten. Hij werd echter bijna van zijn machine geslingerd en nam genoegen met de derde plaats achter Pons. Iván Palazzese passeerde Bertin ook nog en werd vierde.
Groot-Brittannië, Silverstone
Manfred Herweh had niets aan zijn poleposition toen hij in plaats van een duwstart een stepstart, zittend op de machine maakte. Hij was als voorlaatste weg, terwijl Andy Watts met zijn EMC met Spondonframe even de leiding nam. Die werd binnen enkele honderden meters overgenomen door Carlos Lavado. In de vijfde ronde maakte Watts een klein foutje dat hem terugwierp in de achtervolgende groep, maar op hetzelfde moment verscheen Herweh aan het achterwiel van Lavado en hij nam meteen de leiding over. De achtervolgers (o.a. Martin Wimmer, Sito Pons, Toni Mang, Thierry Espié, Jean-François Baldé en Christian Sarron) slokten Lavado op, maar Herweh ging er alleen vandoor. De gevechten in de achtervolgende groep zorgden ervoor dat Herweh weg kon lopen, maar toen Sarron het heft in handen nam werd het gat weer gedicht. Herweh bleef in de groep van acht hangen tot de laatste ronde, toen hij met gemak weer weg leek te lopen. Hij keek regelmatig om en zag het gat groter worden, maar in de voorlaatste bocht (Abbey) schoof zijn voorwiel weg en viel hij. Nu volgde een spectaculaire finish met Sarron als eerste, Watts tweede en Lavado derde.
Zweden, Anderstorp
Christian Sarron hoefde slechts zevende te worden om wereldkampioen te worden, maar zat toch al meteen in de kopgroep, samen met Manfred Herweh, Sito Pons, Martin Wimmer, Jean-François Baldé, Alan Carter, Jacques Cornu, Harald Eckl en Guy Bertin. Carlos Lavado was even door het gras gereden en daardoor teruggevallen, maar Toni Mang wist na een slechte start juist aansluiting te vinden. Mang reed zelfs even op kop, maar viel toen uit door een uitgelopen big-endlager. De resterende rijders wisselden regelmatig van positie, zoals dat in de 250cc-klasse gebruikelijk was geworden. Wimmer viel uit door een vastloper. Herweh nam in de laatste ronde de leiding, maar Pons probeerde hem uit te remmen, wat mislukte. Vlak na elkaar reden Herweh, Sarron en Cornu over de streep, en Pons werd slechts negende. Sarron droeg zijn eerste wereldtitel op aan het team van Sonauto en aan de overleden Patrick Pons.
San Marino, Mugello
Opnieuw was de 250cc-race, die op het heetst van de dag werd verreden, de spannendste. Teruo Fukuda nam de leiding van een kopgroep met Carlos Lavado en Manfred Herweh, die bijna elke ronde van positie wisselde. Carlos Cardús reed een inhaalrace en voegde zijn bij de groep, maar viel uit door een gebroken bougie. Twee ronden voor het einde kwamen Martin Wimmer en Harald Eckl, die constant snelle tijden reden, bij de kopgroep. Eckl verloor echter de controle en torpedeerde daarbij Fukuda, die bij zijn val een enkel brak. Herweh had inmiddels de leiding overgenomen en won voor Lavado en Jacques Cornu, die Wimmer vlak voor de finish nog gepasseerd was.

### Uitslagen 250cc-klasse
|    | Datum       | Race                    | Circuit           | 1e                | 2e               | 3e               | Poleposition         | Snelste ronde       |
| -- | ----------- | ----------------------- | ----------------- | ----------------- | ---------------- | ---------------- | -------------------- | ------------------- |
| 1  | 24 maart    | GP van Zuid-Afrika      | Kyalami           | Patrick Fernandez | Christian Sarron | Sito Pons        | Mario Rademeyer      | Patrick Fernandez   |
| 2  | 15 april    | GP des Nations          | Misano            | Fausto Ricci      | Martin Wimmer    | Wayne Rainey     | Jean-Michel Mattioli | Wayne Rainey        |
| 3  | 6 mei       | GP van Spanje           | Jarama            | Sito Pons         | Christian Sarron | Carlos Lavado    | Carlos Cardús        | Jean-François Baldé |
| 4  | 20 mei      | GP van Oostenrijk       | Salzburgring      | Christian Sarron  | Toni Mang        | Sito Pons        | Christian Sarron     | Carlos Lavado       |
| 5  | 27 mei      | GP van Duitsland        | Nürburgring       | Christian Sarron  | Martin Wimmer    | Manfred Herweh   | Christian Sarron     | Manfred Herweh      |
| 6  | 11 juni     | GP van Frankrijk        | Le Castellet      | Toni Mang         | Carlos Lavado    | Manfred Herweh   | Christian Sarron     | Toni Mang           |
| 7  | 17 juni     | GP van Joegoslavië      | Rijeka            | Manfred Herweh    | Christian Sarron | Jacques Cornu    | Wayne Rainey         | Carlos Lavado       |
| 8  | 30 juni     | Dutch TT                | Assen             | Carlos Lavado     | Jacques Cornu    | Manfred Herweh   | Carlos Lavado        | Jacques Cornu       |
| 9  | 8 juli      | GP van België           | Spa-Francorchamps | Manfred Herweh    | Sito Pons        | Christian Sarron | Manfred Herweh       | Manfred Herweh      |
| 10 | 5 augustus  | GP van Groot-Brittannië | Silverstone       | Christian Sarron  | Andy Watts       | Carlos Lavado    | Manfred Herweh       | Christian Sarron    |
| 11 | 11 augustus | GP van Zweden           | Anderstorp        | Manfred Herweh    | Christian Sarron | Jacques Cornu    | Manfred Herweh       | Toni Mang           |
| 12 | 2 september | GP van San Marino       | Mugello           | Manfred Herweh    | Carlos Lavado    | Jacques Cornu    | Carlos Lavado        | Martin Wimmer       |

### Eindstand 250cc-klasse
| Pos. | Coureur              | Merk                                | Ptn. |
| ---- | -------------------- | ----------------------------------- | ---- |
| 1    | Christian Sarron     | Sonauto-Yamaha                      | 109  |
| 2    | Manfred Herweh       | Bakker-Real-Rotax                   | 100  |
| 3    | Carlos Lavado        | Venemotos-Yamaha                    | 77   |
| 4    | Sito Pons            | Cobas-Rotax                         | 66   |
| 5    | Toni Mang            | HB-Yamaha                           | 61   |
| 6    | Jacques Cornu        | Bakker-Parisienne-Yamaha            | 60   |
| 7    | Martin Wimmer        | Yamaha                              | 47   |
| 8    | Wayne Rainey         | Roberts-Marlboro-Yamaha             | 29   |
| 9    | Alan Carter          | Roberts-Marlboro-Yamaha             | 25   |
| 10   | Jean-François Baldé  | Pernod                              | 25   |
| 11   | Guy Bertin           | MBA                                 | 23   |
| 12   | Thierry Espié        | Chevallier-Beko / Chevallier-Yamaha | 20   |
| 13   | Jean-Michel Mattioli | Chevallier-Yamaha / Sonauto-Yamaha  | 19   |
| 14   | Patrick Fernandez    | Yamaha                              | 16   |

| Pos. | Coureur             | Merk             | Ptn. |
| ---- | ------------------- | ---------------- | ---- |
| 15   | Iván Palazzese      | Venemotos-Yamaha | 16   |
| 16   | Fausto Ricci        | Yamaha           | 15   |
| 17   | Andy Watts          | EMC-Rotax        | 14   |
| 18   | Donnie McLeod       | Yamaha           | 11   |
| 19   | Harald Eckl         | Rotax            | 10   |
| 20   | Jacques Bolle       | Pernod           | 9    |
| 21   | Teruo Fukuda        | Yamaha           | 8    |
| 22   | Karl-Thomas Grässel | Fath-Yamaha      | 6    |
| 22   | Loris Reggiani      | Kawasaki         | 6    |
| 24   | Siegfried Minich    | Yamaha           | 5    |
| 25   | Carlos Cardús       | Cobas-Rotax      | 4    |
| 25   | Maurizio Vitali     | MBA              | 4    |
| 27   | Mario Rademeyer     | Yamaha           | 3    |
| 27   | Stéphane Mertens    | Yamaha           | 3    |
| 29   | Thierry Rapicault   | Sonauto-Yamaha   | 1    |

### Constructeurstitel 250cc-klasse
De constructeurstitel werd aan Yamaha toegekend.

## 125cc-klasse
In tegenstelling tot de 250cc-klasse was de 125cc-klasse de minst spannende van het hele seizoen. Ángel Nieto heerste met zijn Garelli in alle wedstrijden, behalve in de Zweedse GP, toen hij al wereldkampioen was en op vakantie ging, en de GP van San Marino, waarin hij ten val kwam. Hij was zo dominant, dat hij tijdens de meeste wedstrijden alles in het werk stelde om zijn teamgenoten Eugenio Lazzarini en later in het seizoen ook Fausto Gresini mee te trekken naar voren. Nieto bracht een groot deel van het seizoen achterstevoren zittend door, aanwijzingen gevend aan zijn team. Garelli was zo sterk dat manager/constructeur Jan Thiel zich al tijdens het seizoen kon bezighouden met de ontwikkeling van een 250cc-machine voor het seizoen 1985.
Nations Grand Prix, Misano
De 125cc-klasse reed in Misano al op zaterdag, tussen de kwalificatietrainingen van de andere klassen door. Maurizio Vitali nam de leiding, gevolgd door Eugenio Lazzarini, Luca Cadalora, Fausto Gresini en Pier Paolo Bianchi. Zo was het even een compleet Italiaanse kopgroep, maar Vitali en Lazzarini namen samen een flinke voorsprong. Daarbij kon Lazzarini weliswaar volgen, maar zelfs vanuit de slipstream niet echt aanvallen. Na een aantal ronden zat Ángel Nieto, die na de opwarmronde zijn beste motor defect had ingeleverd en op de tweede keus moest starten, plotseling alleen tussen de leiders en de achtervolgers in. Hij reed naar het leidende duo toe en had geen enkele moeite zijn teamgenoot Lazzarini te passeren. Met Vitali leek het moeilijker, maar toen hij die op stuurmanskunst in een bocht passeerde toonde Nieto zijn ware gezicht. Hij ging op zijn gemak rechtop zitten en keek om waar Lazzarini bleef. Vitali profiteerde daarvan, maar het was overduidelijk dat Nieto nog niet het achterste van zijn tong had laten zien. Hij was weer de regisseur die hij altijd was geweest en liet zich wat terugvallen om Lazzarini in zijn windschaduw naar voren te trekken, zodat het een één-twee voor Garelli zou worden. Nieto passeerde Vitali opnieuw, maar liet hem ook meteen weer gaan, waardoor het spel weer opnieuw begon. Door al die inhaalmanoeuvres (het gebeurde nog een derde keer) werd Vitali vertraagd en kon Lazzarini aansluiting houden. Halverwege de race, vlak voor het trio in een grote groep achterblijvers terechtkwam, nam Nieto definitief de leiding, dit keer op pure topsnelheid. Zonder de hulp van Nieto moest Lazzarini afhaken. Acht ronden voor het einde bedroeg de voorsprong van Nieto bijna 4 seconden op Vitali en bijna 6 seconden op Lazzarini. In de laatste ronden draaide Nieto het gas wat dicht: ruim voor de bochten ging hij al rechtop zitten en hij liet Vitali naderen tot op 1 seconde.
Spanje, Jarama
Op de nog vochtige baan in Jarama startte Lucio Pietroniro sterk: hij leidde even voor Henk van Kessel, maar toen Pietroniro viel moest van Kessel remmen en hij viel ver terug. Zo reed Ezio Gianola de eerste vier ronden aan de leiding, even gevolgd door Maurizio Vitali, die echter in de tweede ronde viel. In de vijfde ronde nam Eugenio Lazzarini de leiding over, terwijl zijn teamgenoot Ángel Nieto na een slechte start bezig was aan een inhaalrace. Tegen het einde van de race sloot Nieto aan bij Lazzarini en begon de gebruikelijke show, waarin beiden om de leiding leken te vechten maar waarvan de uitkomst vanaf het begin duidelijk was. Door dit schijngevecht verloren ze wel tijd en kon Hans Müller nog tamelijk dichtbij komen. Twee ronden voor het einde greep Nieto definitief de leiding maar hij hield het spannend door slechts 0,18 seconde voor zijn teamgenoot te finishen.
Duitsland, Nürburgring
Manager/constructeur Jan Thiel vertelde voor de 125cc-race in Duitsland dat zijn rijders met stalorders van start zouden gaan. Als Eugenio Lazzarini kans had om te winnen, moest Ángel Nieto hem voor laten gaan. Garelli was tenslotte een Italiaans merk en daarmee zou ook de Italiaanse pers gunstig gestemd worden. Lazzarini kon zijn gekunstelde favorietenrol echter niet waarmaken. Snelste trainer Maurizio Vitali nam meteen de leiding en Nieto liet Lazzarini inderdaad voorop gaan in de achtervolging. Toen Vitali's voorsprong begon te groeien reed Nieto het gat toch maar alleen dicht, maar Vitali viel in de zesde ronde, waardoor de kansen van Lazzarini weer groter werden en Nieto sloot weer achter hem aan. Er kwam echter een nieuw probleem: een achtervolgende groep met Luca Cadalora, Fausto Gresini en August Auinger kwam dichterbij en Cadalora nam de leiding van Lazzarini over. Nieto gebaarde bij elke doorkomst naar de pit dat hij niet wist wat te doen, maar toen Lazzarini niet in staat bleek Cadalora weer in te halen nam hij de leiding. In de laatste bocht keek hij om, om te zien of Lazzarini weer achter hem zat, maar dat was niet het geval en Nieto moest de overwinning wel grijpen. Daarmee was Lazzarini wel de mond gesnoerd, want die had zich – ook al in de Italiaanse pers – nogal negatief geuit omdat hij bij Garelli tweede viool moest spelen.
Frankrijk, Le Castellet
In Frankrijk maakten drie Garellicoureurs zich los uit een kopgroep van negen man: Ángel Nieto, Eugenio Lazzarini en Fausto Gresini. August Auinger bleef echter bij hen en nam een paar maal de leiding. Uiteindelijk besliste Nieto de race. Hij sleepte zijn stalgenoten naar voren, maar Gresini moest afhaken. Nieto finishte vlak voor Lazzarini, terwijl Auinger derde werd. Henk van Kessel kreeg nog net een punt toen Ezio Gianola een fout maakte en viel. Gianola kon zijn machine nog oprapen en achter Van Kessel elfde worden.
Dutch TT, Assen
Hans Müller mocht van Ángel Nieto twee ronden op kop rijden van een groep met Eugenio Lazzarini, Fausto Gresini, Maurizio Vitali en August Auinger. Toen nam Nieto de leiding over, als een soort moedereend steeds omkijkend waar teamgenoten Gresini en Lazzarini bleven. De overige rijders werden lang geduld, maar Nieto was zoals altijd de regisseur. Hij stuurde Gresini voorop en liet hem enkele tientallen meters voorsprong nemen. Tot vervelens toe ging Nieto rechtop zitten, omkijken en aanwijzingen geven aan zijn team. Het was voor iedereen duidelijk dat hij zelf gemakkelijk weg kon lopen, maar Nieto stond er nu eenmaal op de schijn van een spannende race op te houden. In de vierde ronde viel Gresini echter. Vitali mocht nog even aan de leiding rijden, tot Nieto het genoeg vond en er samen met Lazzarini vandoor ging. Lazzarini mocht op kop, maar zat al achterom te kijken in de wetenschap dat hij zijn toprijder voor zou moeten laten. Müller wist toch nog derde te worden, nadat Vitali was uitgevallen.
Groot-Brittannië, Silverstone
Er ontstond nogal wat consternatie na de opwarmronde van de 125cc-klasse toen Ángel Nieto met een afgebroken clip-on op de grid terugkeerde. Wedstrijdleider Vernon Cooper probeerde nog het "drieminuten"bord te tonen, maar de rijders vonden dat de start moest worden uitgesteld om het stuur van Nieto te repareren. Nieto had het vaak voor hen opgenomen als er problemen met organisatoren waren geweest en ook het publiek wilde de twaalfvoudig wereldkampioen aan het werk zien. Veteraan Chas Mortimer overtuigde Cooper en de start werd dus een kwartier uitgesteld. Fausto Gresini had de beste start, maar op Farm Straight stelde August Auinger orde op zaken en hij reed lang aan de leiding van de race. Achter hem vond voor de zoveelste keer de "Nieto-show" plaats; Ángel Nieto die met veel handgebaren probeerde orders te geven aan Fausto Gresini. Terwijl Nieto aansluiting zocht met Auinger droeg hij Gresini op in zijn slipstream te blijven, zodat ze samen naar voren gingen. Na een paar ronden vond ook Eugenio Lazzarini aansluiting, zodat er een viermans kopgroep ontstond. Gresini mocht even op de tweede plaats rijden, maar toen hij het achterwiel van Auinger niet kon bereiken nam Nieto het weer over en binnen een halve ronde hing de Garellitrein weer achter Auinger. Een achterblijver gaf Auinger opnieuw een kleine voorsprong en dit keer kon alleen Nieto het gat weer dichtrijden. Auinger bezweek onder de druk en kwam halverwege de race ten val, maar de steeds omkijkende Nieto miste plotseling ook Lazzarini, die met een kapotte ontsteking was uitgevallen. Vanaf dat moment had Nieto aan de tweede plaats genoeg om voor de dertiende keer wereldkampioen te worden, maar zijn werk als regisseur was nog niet voorbij. Nog steeds gaf hij tekens aan Gresini, want hij zag een achtervolgend duo naderen: Jean-Claude Selini en Bruno Kneubühler. Nieto moest zelf uit hun greep blijven en liet Gresini achter. Die werd inderdaad ingerekend, maar hij werd achter Selini nog wel derde. Nieto was nu definitief wereldkampioen 125 cc.
Zweden, Anderstorp
De opdracht voor Fausto Gresini was duidelijk: De race winnen met de machine van de afwezige Ángel Nieto en daardoor derde in het wereldkampioenschap 125 cc worden. Het moeilijkste zou zijn snelste trainer Jean-Claude Selini te verslaan, maar tijdens het gevecht in de beginfase tussen Gresini, Selini, Eugenio Lazzarini, Maurizio Vitali, Alex Bedford, Johnny Wickström, August Auinger en Bruno Kneubühler viel Selini er in de tweede ronde al af, even later gevolgd door Kneubühler. Nu had Gresini niet veel tegenstand meer en hij won de race. Lazzarini kon Auinger niet van de tweede plaats afhouden en werd derde, maar het plan was geslaagd: Gresini was derde in het wereldkampioenschap en de constructeurstitel was voor Garelli.
San Marino, Mugello
Ángel Nieto had de Zweedse Grand Prix wegens "vermoeidheid" overgeslagen, maar in Italië was hij terug. Om het feest compleet te maken had Garelli een vierde machine geprepareerd voor Stefano Caracchi, die tot dat moment met een MBA-productieracer gereden had. Na de start, waarbij Fausto Gresini als snelste vertrok, vormde zich een groep met Ezio Gianola, Eugenio Lazzarini, Ángel Nieto, Maurizio Vitali en Stefano Caracchi. Hans Müller stopte al vroeg in de race, zoals beloofd aan dr. Costa. Die had hem ondanks een gebroken hand toestemming gegeven te starten omdat dit de laatste race van zijn carrière zou zijn. Al snel ging het gevecht om de leiding tussen Vitali en Nieto, waarbij Vitali meestal voorop reed. Nieto reed wel de snelste ronde, maar vijf ronden voor het einde viel hij hard. Zo won Vitali zijn thuisrace en haalde hij de enige overwinning voor een MBA van het seizoen binnen. Garellirijders Lazzarini en Gresini werden tweede en derde, op grote achterstand. Ook Lazzarini reed hier zijn laatste race.

### Uitslagen 125cc-klasse
|   | Datum       | Race                    | Circuit      | 1e              | 2e                 | 3e                | Poleposition       | Snelste ronde     |
| - | ----------- | ----------------------- | ------------ | --------------- | ------------------ | ----------------- | ------------------ | ----------------- |
| 1 | 14 april    | GP des Nations          | Misano       | Ángel Nieto     | Maurizio Vitali    | Eugenio Lazzarini | Maurizio Vitali    | Ángel Nieto       |
| 2 | 6 mei       | GP van Spanje           | Jarama       | Ángel Nieto     | Eugenio Lazzarini  | Hans Müller       | Maurizio Vitali    | Ángel Nieto       |
| 3 | 27 mei      | GP van Duitsland        | Nürburgring  | Ángel Nieto     | Luca Cadalora      | Eugenio Lazzarini | Maurizio Vitali    | Eugenio Lazzarini |
| 4 | 11 juni     | GP van Frankrijk        | Le Castellet | Ángel Nieto     | Eugenio Lazzarini  | August Auinger    | Eugenio Lazzarini  | Ángel Nieto       |
| 5 | 30 juni     | Dutch TT                | Assen        | Ángel Nieto     | Eugenio Lazzarini  | Hans Müller       | August Auinger     | Ángel Nieto       |
| 6 | 5 augustus  | GP van Groot-Brittannië | Silverstone  | Ángel Nieto     | Jean-Claude Selini | Fausto Gresini    | Bruno Kneubühler   | Ángel Nieto       |
| 7 | 12 augustus | GP van Zweden           | Anderstorp   | Fausto Gresini  | August Auinger     | Eugenio Lazzarini | Jean-Claude Selini | Fausto Gresini    |
| 8 | 2 september | GP van San Marino       | Mugello      | Maurizio Vitali | Eugenio Lazzarini  | Fausto Gresini    | Maurizio Vitali    | Ángel Nieto       |

### Eindstand 125cc-klasse
| Pos. | Coureur            | Merk          | Ptn. |
| ---- | ------------------ | ------------- | ---- |
| 1    | Ángel Nieto        | Garelli       | 90   |
| 2    | Eugenio Lazzarini  | Garelli       | 78   |
| 3    | Fausto Gresini     | MBA / Garelli | 51   |
| 4    | Maurizio Vitali    | MBA           | 45   |
| 5    | August Auinger     | Bartol-MBA    | 41   |
| 6    | Jean-Claude Selini | MBA           | 33   |
| 7    | Stefano Caracchi   | MBA / Garelli | 29   |
| 8    | Luca Cadalora      | MBA           | 27   |
| 9    | Hans Müller        | MBA           | 27   |
| 10   | Bruno Kneubühler   | MBA           | 27   |
| 11   | Johnny Wickström   | MBA           | 20   |
| 12   | Giuseppe Ascareggi | MBA           | 8    |
| 13   | Olivier Liégeois   | MBA           | 8    |

| Pos. | Coureur            | Merk | Ptn. |
| ---- | ------------------ | ---- | ---- |
| 14   | Ezio Gianola       | MBA  | 7    |
| 15   | Manuel Herreros    | MBA  | 6    |
| 16   | Lucio Pietroniro   | MBA  | 6    |
| 17   | Alex Bedford       | MBA  | 5    |
| 18   | Domenico Brigaglia | MBA  | 5    |
| 19   | Henk van Kessel    | MBA  | 4    |
| 20   | Hubert Abold       | MBA  | 3    |
| 20   | Håkan Olsson       | MBA  | 3    |
| 22   | Neil Robinson      | MBA  | 2    |
| 23   | Gerhard Waibel     | MBA  | 1    |
| 23   | Anton Straver      | MBA  | 1    |
| 23   | Jacky Hutteau      | MBA  | 1    |

### Constructeurstitel 125cc-klasse
De constructeurstitel werd aan Garelli toegekend.

## 80cc-klasse
De 80cc-klasse was nieuw en daardoor was het aan het begin van het seizoen nog helemaal onbekend welke machine de sterkste zou zijn: De Derbi van Jorge Martínez, de door Jorg Möller ontwikkelde HuVo-Casal van Pier Paolo Bianchi en Willem Heykoop of de door Herbert Rittberger getunede Krauser-Zündapp van Stefan Dörflinger en Hubert Abold. Krauser had een kleine voorsprong in de ontwikkeling want Abold had al in 1983 deelgenomen aan het Europees 80cc-kampioenschap, met een machine die nog een Bakkerframe had. Krauser liet monocoqueframes bouwen bij Louis Christen en bleek met 50cc-wereldkampioen Stefan Dörflinger niet te verslaan. Bij HuVo had Pier Paolo Bianchi veel geld betaald voor een fabrieksracer, maar hij werd nogal dwarsgezeten door Hans Spaan, die een HuVo-productieracer had, maar tijdens de TT van Assen een fabrieksmachine kreeg.
Nations Grand Prix, Misano
Meteen na de start van de allereerste 80cc-race leek het erop dat Stefan Dörflinger soeverein zou zijn. Hij startte als snelste en sloeg direct een gat met Hubert Abold, Hans Müller, Jorge Martínez en Hans Spaan. Pier Paolo Bianchi daarentegen leek meteen als kansloos, want zijn HuVo-Casal startte moeilijk en hij was zo ongeveer als laatste weg. Ricardo Tormo reed naar de tweede plaats, tot de zuiger van zijn Derbi het begaf en Abold de positie overnam. Bianchi was echter zeer snel onderweg en hij kreeg zelfs Abold te pakken. Dörflinger had een flinke voorsprong, maar zijn rondetijden begonnen plotseling op te lopen doordat een zuigerveer gebroken was. Zodoende kon Bianchi zelfs de leiding nemen en de race winnen.
Spanje, Jarama
In Jarama was de 80cc-klasse beperkt bezet: 26 rijders trainden, maar door de 107%-regel mochten er slechts 22 starten. Dit gebrek aan deelnemers werd goedgemaakt door de spanning in de race. De meeste rijders stonden op regenbanden, terwijl de baan hier en daar al droog was. Pier Paolo Bianchi nam meteen de leiding, gevolgd door Stefan Dörflinger, die nog steeds gehinderd werd door een knieblessure. Jorge Martínez had zich misschien wel met de strijd om de kop kunnen bemoeien, maar moest al in de eerste ronde een pitstop maken. Om de derde plaats werd gevochten door gelegenheidsrijder Henk van Kessel en Hans Müller, waar zich later ook Hubert Abold bijvoegde. Een halve ronde voor de finish viel Dörflinger stil. Door een scheur in zijn benzinetank stond hij zonder brandstof. Nu werd van Kessel bij zijn eenmalige optreden als vervanger van de geschorste Willem Heykoop tweede, voor Müller en Abold.
Oostenrijk, Salzburgring
Door het vermogensverschil was er geen enkele spanning in de strijd om de overwinning in de 80cc-klasse. Stefan Dörflinger ging er meteen vandoor en WK-leider Pier Paolo Bianchi leverde korte tijd strijd met Hubert Abold en Gerhard Waibel. Hij moest hen echter laten gaan en Abold werd met een flinke voorsprong op Waibel tweede. Met zijn vierde plaats behield Bianchi in elk geval de leiding in het wereldkampioenschap.
Duitsland, Nürburgring
Het was duidelijk dat WK-leider Pier Paolo Bianchi in de slipstream van Stefan Dörflinger zou moeten kruipen om hem te kunnen volgen, maar dat plan mislukte na de slechte start van Bianchi. Ook Jorge Martínez had een matige start, maar hij kon toch naar Dörflinger toe rijden, om daarna met machinepech uit te vallen. Daardoor kwam Bianchi toch nog op de tweede plaats terecht.
Joegoslavië, Rijeka
Hoewel er slechts drie klassen reden, startte de 80cc-klasse in Joegoslavië al om 11 uur 's ochtends. Dörflinger wist al dat zijn belangrijkste concurrenten, Jorge Martínez en Pier Paolo Bianchi, niet helemaal fit waren en leidde de race van start tot finish. Bianchi reed één ronde lang op de tweede plaats, maar moest toen Hubert Abold voorbij laten, waardoor de beide fabrieks-Zündapps de dienst uitmaakten. Jorge Martinéz nam de vierde plaats over van George Looijesteijn, terwijl de slecht gestarte Gerhard Waibel zich door het hele veld naar voren werkte. Bianchi weerde zich kranig met zijn gebroken teen, maar viel enkele ronden voor het einde uit door een defecte krukaskeerring. Iedereen schoof daardoor op: Martínez werd derde en Waibel vierde, maar Looijesteijn verloor zijn vijfde plaats nog aan Hans Spaan.
Dutch TT, Assen
Hans Spaan had tijdens de Joegoslavische Grand Prix nog teruggegrepen op zijn oude Kreidler, die sneller was dan zijn productie-HuVo-Casal. Voor de TT van Assen kreeg hij een fabrieks-HuVo, maar wel met een duidelijke opdracht: als Pier Paolo Bianchi op kop reed moest hij erachter blijven. Als dat niet zo was mocht hij zijn gang gaan. Stefan Dörflinger startte als snelste, achternagezeten door Willem Heykoop. Bianchi, Spaan en Jorge Martínez startten niet zo goed, maar na een ronde sloten ze aan bij Heykoop, terwijl Dörflinger al een kleine voorsprong had genomen. Bianchi en Spaan wisten het gat echter te dichten. Volgens afspraak bleef Spaan achter Bianchi rijden en toen Dörflinger's ontsteking de geest gaf moest Spaan Bianchi blijven volgen, hoewel het duidelijk was dat hij eigenlijk sneller kon. Martinez sloot echter aan met Hubert Abold, Gerhard Waibel, Hans Müller en George Looijesteijn in zijn kielzog. Toen Martínez de kop overnam volgde Spaan hem, maar hij durfde hem niet in te halen. Het was voor het team beter als Bianchi tweede zou worden, nu Dörflinger uitgevallen was. Maar de rondetijden van Martínez en Spaan waren seconden sneller dan die van Bianchi en ze reden samen de snelste ronde. Drie ronden voor het einde begon Bianchi echter posities te verliezen door een gescheurde uitlaat en toen kreeg Spaan het pitsignaal "GA". Heel even passeerde hij Martínez, maar die duldde dat maar een halve ronde. Hij won de race vlak voor Spaan, met op twintig seconden achterstand Hubert Abold. Spaan had in het begin van de race veel tijd verloren door achter Bianchi te blijven. Als hij vanaf het begin zijn eigen tempo had gereden had hij de race waarschijnlijk gewonnen.
België, Spa-Francorchamps
Om nog kans op de wereldtitel te behouden moest Pier Paolo Bianchi in België winnen. Daarom had hij zijn team (HuVo-Casal, waaraan hij veel geld had betaald om een fabrieksracer te krijgen) verboden een machine ter beschikking te stellen aan Hans Spaan, die hem in Assen verslagen had. De getergde Spaan had met zijn privémachine al een snellere trainingstijd gereden, maar startte slecht. Bianchi had kopstart, maar werd meteen terechtgewezen door Stefan Dörflinger, die de race zonder problemen won, voor Jorge Martínez. Spaan rukte intussen op naar voren: na de eerste ronde was hij negende, maar na de vierde ronde reed hij al op de vierde plaats achter Bianchi, die problemen met zijn koppeling had. In de achtste ronde ging Spaan voorbij. Willem Heykoop versloeg de tweede Zündapprijder Hubert Abold op de streep en werd vijfde.
San Marino, Mugello
Al snel na de start vonden Stefan Dörflinger en Gerhard Waibel elkaar, terwijl de achtervolgende groep bestond uit Hans Spaan, Jorge Martínez en Theo Timmer. In de vijfde ronde nam Waibel de leiding en Dörflinger begon steeds verder terug te vallen. Zijn temperatuurmeter stond door een kleine waterlekkage al op 100°C en hij ging langzamer rijden om in elk geval de finish te halen. Zijn grote angst was dat Pier Paolo Bianchi zou winnen, maar die speelde in de race door een verkeerde bandenkeuze geen enkele rol. Hij werd slechts zesde. Hans Spaan gleed van de baan en moest opgeven. Waibel won de race voor Martínez en Hubert Abold, maar de vijfde plaats was voor Dörflinger ruim voldoende om voor de derde keer achter elkaar wereldkampioen in de lichtste klasse te worden.

### Uitslagen 80cc-klasse
|   | Datum       | Race               | Circuit           | 1e                 | 2e                 | 3e             | Poleposition      | Snelste ronde      |
| - | ----------- | ------------------ | ----------------- | ------------------ | ------------------ | -------------- | ----------------- | ------------------ |
| 1 | 15 april    | GP des Nations     | Misano            | Pier Paolo Bianchi | Stefan Dörflinger  | Hubert Abold   | Ricardo Tormo     | Pier Paolo Bianchi |
| 2 | 6 mei       | GP van Spanje      | Jarama            | Pier Paolo Bianchi | Henk van Kessel    | Hans Müller    | Jorge Martínez    | Hubert Abold       |
| 3 | 20 mei      | GP van Oostenrijk  | Salzburgring      | Stefan Dörflinger  | Hubert Abold       | Gerhard Waibel | Stefan Dörflinger | Stefan Dörflinger  |
| 4 | 27 mei      | GP van Duitsland   | Nürburgring       | Stefan Dörflinger  | Pier Paolo Bianchi | Gerhard Waibel | Jorge Martínez    | Jorge Martínez     |
| 5 | 17 juni     | GP van Joegoslavië | Rijeka            | Stefan Dörflinger  | Hubert Abold       | Jorge Martínez | Stefan Dörflinger | Stefan Dörflinger  |
| 6 | 30 juni     | Dutch TT           | Assen             | Jorge Martínez     | Hans Spaan         | Hubert Abold   | Stefan Dörflinger | Jorge Martínez     |
| 7 | 8 juli      | GP van België      | Spa-Francorchamps | Stefan Dörflinger  | Jorge Martínez     | Hans Spaan     | Stefan Dörflinger | Stefan Dörflinger  |
| 8 | 2 september | GP van San Marino  | Mugello           | Gerhard Waibel     | Jorge Martínez     | Hubert Abold   | Stefan Dörflinger | Jorge Martínez     |

### Eindstand 80cc-klasse
| Pos. | Coureur             | Merk                                         | Ptn. |
| ---- | ------------------- | -------------------------------------------- | ---- |
| 1    | Stefan Dörflinger   | Krauser-LCR-Zündapp                          | 82   |
| 2    | Hubert Abold        | Krauser-Bakker-Zündapp / Krauser-LCR-Zündapp | 75   |
| 3    | Pier Paolo Bianchi  | HuVo-Casal                                   | 68   |
| 4    | Jorge Martínez      | Derbi                                        | 62   |
| 5    | Gerhard Waibel      | Seel                                         | 61   |
| 6    | Hans Spaan          | HuVo-Casal / Kreidler                        | 47   |
| 7    | Willem Heykoop      | HuVo-Casal                                   | 29   |
| 8    | Hans Müller         | Sachs / Bakker-Sachs / Seel                  | 18   |
| 9    | George Looijesteijn | HuVo-Casal                                   | 16   |
| 10   | Theo Timmer         | HuVo-Casal                                   | 13   |
| 11   | Henk van Kessel     | HuVo-Casal                                   | 12   |

| Pos. | Coureur             | Merk                 | Ptn. |
| ---- | ------------------- | -------------------- | ---- |
| 12   | Zdravko Matulja     | Ziegler              | 9    |
| 13   | Serge Julin         | HuVo-Casal           | 7    |
| 14   | Paul Rimmelzwaan    | Harmsen              | 7    |
| 15   | Reiner Scheidhauer  | Seel                 | 5    |
| 16   | Reinhard Koberstein | Seel                 | 5    |
| 17   | Gert Kafka          | Sachs / Bakker-Sachs | 4    |
| 18   | Mario Stocco        | Lusuardi             | 3    |
| 19   | Otto Machinek       | Kreidler             | 2    |
| 20   | Claudio Granata     | Garelli              | 1    |
| 20   | Thomas Engl         | Sachs                | 1    |
| 20   | Bernd Rossbach      | Casal                | 1    |

### Constructeurstitel 80cc-klasse
De constructeurstitel werd aan Krauser-Zündapp toegekend.

## Zijspanklasse
Viervoudig wereldkampioen Rolf Biland miste de boot toen hij bij aanvang van het seizoen zijn zaken nog niet op orde had. Hij had zich beziggehouden met een nieuwe carrière in de Formule 2-autoraces en daardoor was zijn Krauser-LCR nog niet betrouwbaar. Egbert Streuer bleek niet alleen een goed coureur, maar ook een goede technicus. Hij won de eerste twee GP's en zijn grootste concurrent was Werner Schwärzel, die zijn combinatie opnieuw niet zozeer snel als wel betrouwbaar had gemaakt. Streuer reed de tweede helft van het seizoen vooral tactisch: Biland mocht gerust winnen, want hij was geen bedreiging, maar Streuer wilde alleen Schwärzel en Alain Michel voor blijven. Schwärzel werd zonder een enkele overwinning tweede in het wereldkampioenschap.
Oostenrijk, Salzburgring
Egbert Streuer en Bernard Schnieders hadden een slechte start, maar konden toch als vierde de race aanvangen, achter Rolf Biland/Kurt Waltisperg, Werner Schwärzel/Andreas Huber en Masato Kumano/Helmut Diehl. Streuer passeerde Schwärzel en Kumano vrij gemakkelijk en ging de strijd aan met Biland, die duidelijk moeite had om voorop te blijven. In de veertiende ronde begaf de machine van Biland het en de tweede helft van de race reden Streuer/Schnieders alleen naar de finish, waar ze tien seconden voor Schwärzel/Huber arriveerden. Kumano won het gevecht met Alain Michel en werd met een seconde verschil derde.
Duitsland, Nürburgring
Hoewel Rolf Biland al in de eerste bocht de combinatie Egbert Streuer/Bernard Schnieders uitremde en de leiding nam, besloot Streuer dezelfde taktiek als in Oostenrijk toe te passen: hij bleef Biland gewoon opjagen. Hij hoorde dat de machine van Biland veel te veel toeren moest maken en wist dat dat niet lang goed kon gaan. Twaalf ronden lang duurde dit spel, totdat de rondetijden zo hoog werden dat Streuer bang was dat de achtervolgers terug zouden komen. Streuer passeerde Biland, die vier ronden later uitviel door een kapotte zuiger. Op dat moment vochten Alain Michel en Werner Schwärzel om de derde plaats, maar Schwärzel moest naar de pit om zijn achterband te laten vervangen. Fresc kon daardoor onbedreigd tweede worden, bijna een minuut voor Steve Webster. Schwärzel vocht zich nog terug naar de vierde plaats, met een ronde achterstand.
Frankrijk, Le Castellet
Na twee keer uitvallen had Rolf Biland wat goed te maken en dat deed hij ook. Hij startte als snelste en liep meteen weg. Hij won zonder problemen, met bijna een halve minuut voorsprong op Alain Michel. Die had de hele race een mooi gevecht geleverd met Egbert Streuer en Werner Schwärzel. In de laatste ronde kon hij een achterblijver nog net voorbij, wat zijn concurrenten niet lukte. Streuer, wiens motor niet optimaal liep, wist vlak voor de streep Schwärzel nog in te halen en werd derde. Dat was belangrijk, want Schwärzel was zijn belangrijkste concurrent in het wereldkampioenschap.
Dutch TT, Assen
Er was niet veel spanning in de zijspanrace in Assen. Egbert Streuer en Bernard Schnieders wilden graag voor het eerst hun thuisrace winnen, maar geen onnodige risico's nemen. Ze gingen de strijd aan met de snel gestarte combinatie van Rolf Biland en Kurt Waltisperg, die geen bedreiging in het wereldkampioenschap vormde. Dat deed Alain Michel wel, maar toen die na een aanrijding met een andere combinatie langs de kant stond, hoefde Streuer niet meer te winnen. Hij bleef met Biland vechten en nam zelfs de leiding in de race, maar toen het nat begon te worden liet hij Biland op kop rijden. Na het opdrogen van de baan sloot Streuer weer aan, maar tijdens de tweede regenbui haakte hij definitief af.
België, Spa-Francorchamps
Egbert Streuer en Bernard Schnieders hadden vanaf de tweede startrij een goede start, maar de vreugde was van korte duur. Al na de eerste ronde kwamen ze de pit in met een machine die vast zat in de derde versnelling. Rolf Biland en Kurt Waltisperg hadden toen al een voorsprong van drie seconden op de combinatie Alain Michel/Jean-Marc Fresc, die werd achtervolgd door Werner Schwärzel/Andreas Huber, Steve Abbott/Shaun Smith en Derek Bayley/Brian Nixon. Bayley viel echter uit door een oververhitte motor. Biland leek op een eenvoudige overwinning af te gaan, tot hij in de tiende ronde zijn combinatie parkeerde. Een gebroken slangenklem (van Franse makelij) veroorzaakte waterlekkage. Alain Michel profiteerde hier natuurlijk van, maar ook Werner Schwärzel, die door zijn tweede plaats nog maar twee punten achterstand op Streuer had. Daarmee leek een herhaling van het seizoen 1982 op til. Toen was Schwärzel zonder een enkele overwinning wereldkampioen geworden. De kansen van Biland op de wereldtitel waren verkeken.
Groot-Brittannië, Silverstone
Vanaf de tweede startrij had Werner Schwärzel de snelste start, maar ook de combinatie Mick Barton/Simon Birchall kwam goed weg en ging zelfs even aan de leiding. Uiteindelijk viel Barton terug doordat een Big-endlager uitgelopen was, tot opluchting van Bernard Schnieders, die niet gediend was van het gevaarlijke rijden van Barton. Halverwege de race bestond de kopgroep uit de vechtende combinaties Egbert Streuer/Bernard Schnieders en Rolf Biland/Kurt Waltisperg. Schwärzel/Andreas Huber konden het tempo nog volgen omdat ze niet aan het gevecht deelnamen, maar moesten uiteindelijk toch afhaken. Nu volgde een gevecht waarbij Streuer en Biland elkaar tientallen malen inhaalden, maar de machine van Streuer had een voordeel in snelle rechter bochten. Het circuit kende vijf van dergelijke bochten, terwijl de drie linker bochten (Maggotts, Chapel en Abbey) tamelijk flauw waren. Vooral in de scherpe rechterknik Becketts was goed te zien dat Biland's combinatie veel verder naar buiten liep. Toch bleef Biland dichtbij en drie ronden voor het einde passeerde hij Streuer bij het ingaan van de laatste bocht (Woodcote). Streuer pakte de eerste plaats terug, maar was de voorlaatste ronde liever als tweede ingegaan om in Woodcote dezelfde manoeuvre uit te voeren. Dat ging echter niet op: Biland kon Streuer eenvoudig niet meer passeren en Streuer won met 0,3 seconde voorsprong. Dit was de eerste keer dat Streuer Biland in een rechtstreeks duel versloeg, maar belangrijker was dat hij weer enkele punten uitliep op Werner Schwärzel. Alain Michel had de verkeerde banden gekozen en werd vierde, geholpen door het feit dat Steve Webster/Tony Hewitt en Steve Abbott/Shaun Smith uitvielen.
Zweden, Anderstorp
Egbert Streuer bemoeide zich helemaal niet met de strijd om de eerste plaatsen. Vanaf het begin werd er gestreden door Rolf Biland en Werner Schwärzel, terwijl Streuer tamelijk rustige rondjes reed. Hij liet zijn ruim afgestelde motor nooit meer dan 11.000 toeren draaien. Schwärzel leek halverwege de race te gaan winnen, maar raakte de combinatie van Hein van Drie toen die op een ronde werd gezet. De combinatie van Schwärzel draaide 360° en Biland kwam voorbij. Streuer passeerde Mick Barton, maar maakte later ruim baan om Alain Michel voorbij te laten. Zo won Biland voor Schwärzel en Michel, maar de vierde plaats van Egbert Streuer en Bernard Schnieders was voldoende voor hun eerste wereldtitel.

### Uitslagen zijspanklasse
|   | Datum       | Race                    | Circuit           | 1e                                  | 2e                                  | 3e                                  | Poleposition                        | Snelste ronde                       |
| - | ----------- | ----------------------- | ----------------- | ----------------------------------- | ----------------------------------- | ----------------------------------- | ----------------------------------- | ----------------------------------- |
| 1 | 20 mei      | GP van Oostenrijk       | Salzburgring      | Egbert Streuer / Bernard Schnieders | Werner Schwärzel / Andreas Huber    | Masato Kumano / Helmut Diehl        | Egbert Streuer / Bernard Schnieders | Egbert Streuer / Bernard Schnieders |
| 2 | 27 mei      | GP van Duitsland        | Nürburgring       | Egbert Streuer / Bernard Schnieders | Alain Michel / Jean-Marc Fresc      | Steve Webster / Tony Hewitt         | Rolf Biland / Kurt Waltisperg       | Egbert Streuer / Bernard Schnieders |
| 3 | 11 juni     | GP van Frankrijk        | Le Castellet      | Rolf Biland / Kurt Waltisperg       | Alain Michel / Jean-Marc Fresc      | Egbert Streuer / Bernard Schnieders | Rolf Biland / Kurt Waltisperg       | Rolf Biland / Kurt Waltisperg       |
| 4 | 30 juni     | Dutch TT                | Assen             | Rolf Biland / Kurt Waltisperg       | Egbert Streuer / Bernard Schnieders | Werner Schwärzel / Andreas Huber    | Rolf Biland / Kurt Waltisperg       | Rolf Biland / Kurt Waltisperg       |
| 5 | 8 juli      | GP van België           | Spa-Francorchamps | Alain Michel / Jean-Marc Fresc      | Werner Schwärzel / Andreas Huber    | Steve Abbott / Shaun Smith          | Rolf Biland / Kurt Waltisperg       | Rolf Biland / Kurt Waltisperg       |
| 6 | 5 augustus  | GP van Groot-Brittannië | Silverstone       | Egbert Streuer / Bernard Schnieders | Rolf Biland / Kurt Waltisperg       | Werner Schwärzel / Andreas Huber    | Rolf Biland / Kurt Waltisperg       | Rolf Biland / Kurt Waltisperg       |
| 7 | 12 augustus | GP van Zweden           | Anderstorp        | Rolf Biland / Kurt Waltisperg       | Werner Schwärzel / Andreas Huber    | Alain Michel / Jean-Marc Fresc      | Rolf Biland / Kurt Waltisperg       | Rolf Biland / Kurt Waltisperg       |

### Eindstand zijspanklasse
| Pos. | Coureur              | Bakkenist                        | Merk                   | Ptn. |
| ---- | -------------------- | -------------------------------- | ---------------------- | ---- |
| 1    | Egbert Streuer       | Bernard Schnieders               | LCR-Yamaha             | 75   |
| 2    | Werner Schwärzel     | Andreas Huber                    | Krauser-LCR-Yamaha     | 72   |
| 3    | Alain Michel         | Jean-Marc Fresc                  | Krauser-LCR-Yamaha     | 65   |
| 4    | Rolf Biland          | Kurt Waltisperg                  | Krauser-LCR-Yamaha     | 57   |
| 5    | Derek Jones          | Brian Ayres                      | LCR-Yamaha             | 32   |
| 6    | Masato Kumano        | Helmut Diehl                     | LCR-Yamaha             | 30   |
| 7    | Steve Abbott         | Shaun Smith                      | Windle-Yamaha          | 25   |
| 8    | Steve Webster        | Tony Hewitt                      | LCR-Yamaha             | 15   |
| 9    | Markus Egloff        | Urs Egloff                       | LCR-Yamaha             | 12   |
| 10   | Theo van Kempen      | Geral de Haas                    | LCR-Yamaha             | 12   |
| 11   | Derek Bayley         | Brian Nixon                      | LCR-Yamaha             | 10   |
| 12   | Hans Hügli           | Andreas Schütz                   | LCR-Yamaha             | 10   |
| 13   | Alfred Zurbrügg      | Martin Zurbrügg                  | LCR-Yamaha             | 10   |
| 14   | Rolf Steinhausen     | Wolfgang Kalauch / Hermann Hahn  | Busch-Yamaha           | 7    |
| 15   | Dennis Bingham       | Julia Bingham                    | LCR-Yamaha             | 6    |
| 16   | Hein van Drie        | William van Dis / Iain Colquhoun | LCR-Yamaha             | 6    |
| 17   | Hansruedi Christinat | Markus Fährni                    | LCR-Yamaha             | 4    |
| 18   | Wolfgang Stropek     | Hans-Peter Demling               | LCR-Yamaha             | 4    |
| 19   | Mick Boddice         | Chas Birks                       | LCR-Yamaha             | 3    |
| 19   | Mick Barton          | Simon Birchall                   | LCR-Suzuki/ LCR-Yamaha | 3    |
| 21   | Frank Wrathall       | Phil Spendlove                   | LCR-Suzuki             | 2    |
| 22   | Graham Gleeson       | Kurt Rothenbühler/ Geral de Haas | Windle-Yamaha          | 1    |
| 22   | René Progin          | Yvan Hunziker                    | Seymaz-Yamaha          | 1    |

### Constructeurstitel zijspanklasse
De constructeurstitel werd aan LCR-Yamaha toegekend.